# 魔技科の剣士と召喚魔王
『魔技科の剣士と召喚魔王』（まぎかのけんしとヴァシレウス）は、三原みつきによる日本のライトノベル。イラストはCHuNが担当した。MF文庫J（メディアファクトリー→KADOKAWA）より2013年4月から2017年8月まで刊行された。
メディアミックスとして、孟倫によるコミカライズが『月刊コミックアライブ』2013年12月号より連載されており、2015年2月25日にはドラマCD化された。
2025年2月時点でコミックス累計部数は105万部を突破している。

## あらすじ
15年前、錬金術組織「黎明の全能知（リベール・ムンディ）」が公表した賢者の石により、人類は魔法の力に目覚めた。人の深層心理の奥底、心の門（ゲート・イド）の先にある「歪界（アストルム）」に存在する、人格を持った意識体「神魔（ディーヴァ）」と契約して得られる召喚魔法の台頭により、世界の軍事バランスは一変。各国の警察組織や軍隊は、剣と魔法による騎士団へと姿を変えた。
本来女性にしか授けられない、神魔が力を貸すと認めた証「謎痕（エニグマ）」が浮かび上がった林崎一樹。剣士としての修行を積んできた彼が、騎士学院の魔技科に入学するところから物語は始まる。

## 登場人物
※声優はドラマCD。

### 日本
契約可能神話はソロモン72柱。本来が日本神話が契約の中心になるはずだったが、日本神話の神魔が積極的に人間に干渉しなかったため、後からやって来たソロモン72柱が契約する国となった。
ソロモン72柱が信仰を要求しなかったため、アメリカと同様、機械文明を捨てず、民主主義を維持できた。魔法と錬金術、機械技術の複合により安定した裕福な国家となっている。

#### 主要人物
林崎 一樹（はやしざき かずき）
声 - 斉藤壮馬
本作の主人公。『ソロモン王』。15歳の男子。魔技科1年生。総生徒会長。
出生不明の孤児で、5年前に林崎家に引き取られて以来、林崎流剣術の修行を重ねてきた。本来女性にしか発現しない謎痕を持った事で、騎士学院の魔技科に入学する。
契約した神魔のレメゲトンは、ソロモン72柱の神魔を統べる存在であり、一樹はソロモン72柱の神魔の契約者たちをまとめる王（ヴァシレウス）となる運命を伝えられ、さまざまな試練を乗り越えていくことになる。
入学前の試験による魔法能力評価は、《身体力強化魔法》と《知覚力強化魔法》以外の通常魔法が苦手であったためランクＥ判定だった。しかし入学後、多くの戦いや仲間との交流を経て成長していく。
入学前から修得していた達人級の剣術に加えて、レメゲトンの固有魔法《72柱全魔法》により、多数の召喚魔法を使える魔法剣士として実力をつけていく。
王の権能は『絆』。配下と絆を結ぶことでいくつかの能力を発動できる。配下と絆を結ばないと何もできない代わりに、他の王の権能よりもできることの種類が多く、後半は強力になっていく。
戦闘スタイルは、《知覚力強化魔法》により相手の魔力の動きから行動や召喚魔法発動の先読みと対処、《身体力強化魔法》と磨きあげた剣術による《即位付け》による受け流し、複数の神魔の召喚魔法を適宜使い分けたり、重ねることで相乗効果を生み出す、あらゆる要素を合わせる近距離・遠距離・物理攻撃・精神攻撃自在な万能型。
これに加え、【ソロモンの印】による半憑依の高速高火力召喚魔法、《精神感応魔法》による相手のイメージの読み取りによる更なる先読み、日本神話の倭国王の『和合』の力による魔力の適宜分配、「三種の神器」による強力で特殊な能力、『絆』の力の最終【ラジエルの衣】による人智を越えた魔力と正に最強と呼ぶに相応しくなる。
しかし、最も強力で恐ろしいのは、三種の林崎流夢想剣を極め尽くしたことによる究極の剣術である。
指向性のある魔法（低レベルの召喚魔法や高レベルの召喚魔法の一部）を《林崎流夢想剣之参・乱し》で全て受け流して無力化し、空間に作用する魔法（高レベルの召喚魔法）は発動前に《林崎流夢想剣之弐・神域》により詠唱を破壊して使用させず、どれだけの膨大な魔力による防衛魔力も《林崎流夢想剣之壱・重ね》によって魔力残量に関係なく、下の肉体を直接斬り裂くという、「魔法と剣術の融合、魔法剣士の道」を極限まで極めたことで逆に『剣術のみで全ての魔法に対処可能な究極の剣士』となった。
当初はレメゲトンの存在が学院の教職員から怪しまれたため、監視も兼ねて魔技科の有能な生徒が入る女子寮「魔女の館」に住むことになった。
学院内の対立や問題を解決していくなかで信頼を集めつつ実力を示し、入学から2ヶ月弱にして魔技科と剣技科を統べる総生徒会長に就任。その後、西日本で独立した大和勢力との戦いの中で、日本神話の王の権能をも得る。
日本の王の座を巡り、三種の神器争奪戦を経て、大和の代表者・愛洲伊香斎との決闘に勝利した一樹は、名実共に日本の王と認められ、日本騎士団を統べる存在となる。
本来の『和合』の力は自身の認識範囲内の配下の魔力限定だが、レメゲトンの『絆』の力と混ざることで、絆を結んだ相手を強く感じ取ることで超遠距離でも『和合』の力が使用できる。
神話大戦に勝ち残り、最後にルシフェルを討伐して『究極幻想』を手に入れ、それを使ったオリジナル魔法により、歪界と現実世界を切り離し、魔法時代を終わらせた。
13巻で、天咲美桜、音無輝夜、氷灯小雪、シャルロッテ・リーベンフラウ、星風光と結ばれ、その後、林崎鼎と塚原一羽と結ばれた。14巻の後日談では、アリッサ・サトクリフ、龍瀧雅美と龍瀧忍舞、八雲茜など多くの女性と肉体関係を持っていることが明かされる。愛洲移香斎とも交際しているようだが、肉体関係はまだない模様。
道風
一樹の愛刀。
《錬金術》で『鎌倉古刀』を再現したもの。8巻でイリヤエリアに折られた。
【ソロモンの指輪】
レメゲトンの魔導礼装。王の力と連動しており、徐々に能力を解放していった。
味方の契約者の好感度が数値でわかる。好感度30で知り合い以上友達未満。
あらゆる妨害を無視して配下の人物の居場所を感じ取ることもできる。基本的に好感度が高く、本人が一樹に見つけて欲しいと願っているほどはっきりと感じ取れるが、逆にトイレなど分かって欲しくないと思った時には感じ取れなくなる。レメゲトン曰く、「プライバシーに配慮している」とのこと。
好感度150以上の配下と距離や妨害などを無視した超遠距離念話を行うことができる。
好感度150以上の配下を『寵姫魔法使い』に変えることができる。
【ソロモンの印（ゼコルベニ）】
レメゲトンの魔導礼装。
好感度150以上の配下の契約神魔を憑依させ、憑依魔法使いと同等の詠唱速度と魔法の威力で使用できる。憑依させる神魔によって自身の魔導礼装も変化する。
【ラジエルの衣（ゲマトリア）】
レメゲトンの最後の魔導礼装。
配下以外も含め、王に寄せられた想いや願いが、好感度換算で100万を越えると発動する。
自身に向けられた想いを魔力に変えることで、人智を越えた魔力を得ることができる。
レメゲトン
声 - 本多真梨子
通称レメ。一樹が契約した神魔。契約直後から、必要に応じて歪界から実体化した姿で現れることができる（本来、神魔はそう簡単に実体化できない）。
当初は力と記憶の大半を失っており、褐色の肌をした幼女の外見だった。一樹がソロモン王としてふさわしい力を示すほどに成長していくにつれ、またこれからの世界に待ち受ける運命を知っていくにつれ、レメの外見も成長していき、記憶も取り戻していくことになる。最終的には褐色のスタイル抜群の美女となった。
固有魔法の《72柱全魔法（ゲーティア）》は、契約者である一樹が、ほかのソロモン72柱の神魔の契約者を精神的に隷属させる（現代風に言えばデレさせる）ことにより、その相手の契約神魔の召喚魔法を使えるようになるというもの。
そのためレメは一樹に魔導礼装【ソロモンの指輪】を与え、力を得られる可能性のある相手の好感度やその変化が数値化して見えるようになる能力を授けた。一樹は当初、「ハーレム王になれ」というレメの言葉に対して、恋愛には興味がないと反発していたが、多くの女子と交流する中で次第に愛情を育み、自身の立場を自覚していくなかで意識が変化。結んだ絆を大事にし、誰一人不幸にしないために、自分のすべてをみんなに捧げて尽くしきる意志を表明する。
ロッテや一羽、ベアトリクスとの好感度を上げた一樹が彼女たちの召喚魔法を使えるようになったことで、一樹の結んだ絆の力はソロモン72柱のみにとどまらず、無限の可能性を秘めていることが判明。けして相容れないと思われていた別神話の神魔の契約者とも、戦いを通じて分かり合い、絆を結ぶその姿は、一樹が信じる人間の希望そのものを示した。
また『王』と絆を結べばその王の権能すらも使用可能であることが分かり、日本神話の主神アマテラスオオミカミの契約者である神邑いつきと絆を結んだことで倭国王の『和合』の力をも一樹に与えた。
一樹の前には、「ゼロの騎士」最強であった響希という女性と契約を結んでおり、彼女は一樹の母親であったことが判明した。
前回の神話大戦では、ソロモン王と契約して参加したらしく、ソロモン王のことを「みんなのお父さんみたいな奴」と表現している。
神話大戦後は子供として人間になり、一樹に10年後イチャイチャしようと言っている。
天咲 美桜（あまさき みお）
声 - 佐倉綾音
本作のメインヒロインの一人。一樹の同級生。15歳。金髪のツインテールに魅力的な体型を備えた美少女。孤児で、実は同じ児童養護施設にいた一樹の幼なじみ。魔法の名門、天咲家に引き取られ、魔法の才能を開花させており、騎士学院での評価は最高のランクA。一見プライドが高くワガママであるが、人を思いやり、気遣う配慮もできる優しい性格。趣味はお絵かきと詩を書くこととお裁縫。ソロモン王の力を得た一樹が最初にデレさせ、心の鍵を手に入れた相手。
契約神魔はフェニックス。炎系の魔法を操る。魔導礼装は赤を基調とした優美なドレス状で露出度の高い格好。肩の後ろには翼のようなパーツが、腰まわりには尾羽根のような装飾がある。股間前面は前張りのような過激なデザイン。
女子力の塊で女の子らしいことは大抵できる。特にファッションや流行に詳しく、一樹のコーデを行ったりした。また、一樹との妄想や詩も好きで、クリスティーネ天咲というペンネームで自作品を書いている。
13巻で、音無輝夜、氷灯小雪、シャルロッテ・リーベンフラウ、星風光と共に一樹と結ばれた。
14巻の後日談では、オシャレ業界からスカウトが来るも、詩人になりたいと思っている。最後に一樹の子供を妊娠した。
音無 輝夜（おとなし かぐや）
声 - 照井春佳
本作のメインヒロインの一人。魔技科2年生。16歳。魔技科生徒会長。
ストレートの黒髪にモデル体型で巨乳の美少女。一樹のことを「弟くん」と呼ぶ。
実力主義の校風にある学院で最強の聖痕魔法使いとして君臨しており、「悪夢をもたらすもの（ナイトメアブリンガー）」の異名を持つ。
契約神魔はアスモデウス。強大な魔力を誇り、契約から2ヶ月でレベル10まで魔法を修得するほどの実力者。
触手での拘束、幻覚で痛みを与える、痛みを倍増させる、受けた痛みを攻撃者に跳ね返すなどの搦め手な魔法が多い。
魔導礼装は黒い鎧のような、といっても乳首がかろうじて隠れる程度の胸部パーツに、股間の局部のみを隠すパーツで尻丸出しという、限りなく表面積の小さい過激なデザイン。首周りから手先までは袖状のもので、太ももから足先まではブーツで覆われており、背中には大きなマントを備えている。胴部の露出した素肌の白と、魔導礼装の黒とのコントラストが妖艶かつ美しい。
アスモデウスが色欲も司るためか、召喚魔法を使った後に、淫らな気分になる副作用がある。そうなると一樹に夜這いを仕掛け、過剰なスキンシップでムラムラを発散させようとする癖がある。一樹の入学前は、一人でひたすら腹筋をすることでごまかしていたらしい。
幼少期から父親から「最強の魔法使いであれ」という催眠洗脳教育を受けており、精神力を強制的に強化し後天的に魔力量や魔法適性を高められた、いわゆる後期エルフ計画の犠牲者。その魔法能力はエルフを上回る。
タイマン最強格の戦闘能力を誇り、『王』と実体化した神魔を除けば最強の魔法使い。
13巻で、天咲美桜、氷灯小雪、シャルロッテ・リーベンフラウ、星風光と共に一樹と結ばれた。
14巻の後日談では、父親が目覚め、一樹と結婚すると告げた。最後に一樹の子供を妊娠した。
氷灯 小雪（ひあかり こゆき）
声 - 諏訪彩花
本作のメインヒロインの一人。一樹の同級生。15歳。
銀色のショートカットで雪のように白い肌。長く伸びた耳。小柄で妖精のような印象。生まれつき強力な魔力を持ち、その影響で外見が変化した「エルフ」。
美桜と同じくランクA。1年生だが、特別に一年前から魔技科の寮「魔女の館」に住んでいた。
クールであまり感情を表に出さない性格。自身の外見をバケモノと呼び、他者からの干渉を拒絶するような孤独な雰囲気がある。
契約神魔はウェパール。氷と水の魔法を操る。魔導礼装は白いレオタード、というよりスクール水着のような格好。へそ周りが露出しており、シースルーのように見える過激なデザイン。
13巻で、天咲美桜、音無輝夜、シャルロッテ・リーベンフラウ、星風光と共に一樹と結ばれた。最後に一樹の子供を妊娠した。
シャルロッテ・リーベンフラウ
通称ロッテ。本作のメインヒロインの一人。14歳。金髪に白い肌の北欧系美少女。一樹が入学してすぐに、飛び級で同じクラスに編入してきた転入生（表向き）。
実はドイツの庇護下にある北欧の新興小国・セーンムンド公国の姫。
《精神感応魔法》においてとびぬけた才能を持つが生まれつき不治の病を患っていた。そこへ、何者かに戦いで敗れ、力と記憶を失った謎の神魔が契約することで健康体となり、神魔もロッテの肉体に憑依することで徐々に神性と力を回復させていく共存関係を結んでいる。
契約した神魔が、ドイツが国教としている北欧神話の神魔では無く、異端契約者と見なされ命を狙われたため、単身自家用ジェット機を操縦して日本に亡命してきた。
《精神感応魔法》を駆使して、亡命してからわずか3日で日本語を修得し、流暢な日本語を話せる。また他者の感情の機微を察することに長ける。
祖国で病床において日本の古いアニメを観ていたことで日本に強い憧れを持っており、来日後は重度のアニメオタクとなる。
契約神魔は、当初はプロフィットと呼んでいたが、一樹の力で正体が判明。ギリシャ神話の神魔プロメテウスであり、文明を司る力によって、あらゆる機械を（勘で）操作することができる。召喚魔法はロボットの武装のようなパーツを作り出すもので、機銃掃射や電撃、ジェット噴射による飛行能力で戦うことができる。魔導礼装は白いビキニがベースとなり、その上からさまざまなロボットパーツを装着する。
13巻で、天咲美桜、音無輝夜、氷灯小雪、星風光と共に一樹と結ばれた。
14巻の後日談で、アメリカでの最先端手術が決まっている。最後に一樹の子供を妊娠した。
星風 光（ほしかぜ ひかる）
声 - 沼倉愛美
本作のメインヒロインの一人。魔技科2年生。16歳。魔技科副生徒会長。
黒髪のショートカット（首の後ろで束ねた長い髪もある）で、すらりと引き締まった体躯を持つ。一人称は「ぼく」。
ずっと女子校に通っていたため男性恐怖症であり、男子とまともに会話や接触が出来ない。その中性的な外見から、まわりの女子から王子様扱いされていたせいか、自身が女性であるという感覚に乏しく、男の子のような発想や行動に出ることが多い。
契約神魔はバールゼブル。雷や風、星や天候の魔法を操る。魔導礼装は金と黒を基調としたハイレグレオタード。胸の谷間からへそ周りにかけて露出している過激なデザイン。
13巻で、天咲美桜、音無輝夜、氷灯小雪、シャルロッテ・リーベンフラウと共に一樹と結ばれた。一人だけ肛門性交も行っている。最後に一樹の子供を妊娠した。
林崎 鼎（はやしざき かなえ）
声 - 種田梨沙
本作のヒロインの一人。剣技科2年生。16歳。剣技科生徒会長。
黒髪のポニーテールで小柄な体格。林崎家の実子で、一樹が引き取られてきてからは同い年扱いで兄妹のように過ごしてきた。
重度のブラコンで一樹に対して並々ならぬ愛情表現を日常的に行う。鼎が14歳で謎痕を授からず、その1年後に一樹が謎痕を得たことで、実は一樹よりも歳が上だったことが判明。つまり本来は一樹の義姉であるが、それまでの習慣を変えることなく一樹のことを「兄さま」と呼ぶ。一樹も鼎のことは妹として接している。
3巻で疋田琥珀に敗れ、剣技科生徒会長を強制引退させられる。
その後、琥珀が剣技科も選挙制にしたため、再び剣技科生徒会長になった。
9巻でソロモン72柱の神魔ベレスから契約を持ちかけられるも拒否、剣士の道を突き詰め、詠唱破壊技《林崎流夢想剣之弐・神域》を完成させる。
その後、ベレスが自らを神器へと変えることで事実上の契約者となるが、召喚魔法は一切使えず、神器の能力と剣技で戦う。
13巻で、風呂で塚原一羽と共に一樹と結ばれた。
神話大戦後は魔女の館に移動した。最後に一樹の子供を妊娠した。

#### 国立騎士学院カリアティド
塚原 一羽（つかはら かずは）
本作のヒロインの一人。剣技科2年生。16歳。黒髪の外ハネショートカット。
剣技科の生徒でありながら学院には隠して日本神話の神魔フツヌシノカミと契約している。様々な剣豪や忍者の分身を召喚して戦わせる「剣鬼転生」の他、刀の神器を召喚して操る魔法を使う。
魔導礼装は紅白色の巫女装束のような印象だが、下半身の袴のようなパーツは背面側にしかなく、前面は紐パンツが丸出しである。魔導礼装の姿になると髪が長くなる。
剣が好きではあるがまったく上達せず剣技科の中でも落ちこぼれだった。
通常魔法の使い方に天賦の才を持ち、その才能は作中最高レベルのレジーナに匹敵する。音の遮断、酸素の操作、念写、超音波視覚、超音波操作などの応用で活躍する。
6巻で日本神話の神魔タケミカヅチノオとも、フツヌシノカミと合体させる形で契約し、一気に劣等感が吹き飛ぶほどの戦闘能力を手に入れた。
愛洲影流剣術の内、通常魔法が主体の技を見よう見まねで使用することもできる。
13巻で、自作風呂で林崎鼎と共に一樹と結ばれた。
龍瀧 雅美（りゅうたき みやび）
本作のヒロインの一人。魔技科2年生女子。ゆるくウェーブをかけた銀色のロングヘア。ほっそりとした長身。切れ長の瞳の美少女。エルフ。
クールで余裕のある上品な態度で振舞う。しかしどこか無理をしているふしがあり、しばしば虚勢が崩れてポンコツぶりを晒してしまう自爆癖がある。
契約神魔はグレモリー。精神攻撃と強化魔法が得意。魔導礼装は銀を基調としたドレス。魔導礼装にしては珍しく露出度が低い。
二人切りの世界が寂しくなり無理やり一樹との関係を進めようとしても、妹との関係にも悩んでいたが、8巻で妹が前を向いたことを受け、自分の中の妹への罪悪感も消え、真に前を向くことができた。
14巻の後日談では妹と共に一樹とプールに行き、その足でホテルへ行き、姉妹一緒に一樹と結ばれていることが明かされる。
龍瀧 忍舞（りゅうたき しのぶ）
本作のヒロインの一人。魔技科2年生女子。雅美の双子の妹で容姿がうりふたつ。ただし髪色は黒で耳も長くない。
エルフゆえに迫害された姉を慕い、常に傍にいて支えた。おかげで姉は救われたが、忍舞は周囲から心を閉ざし、姉がエルフだという事実を認めず、姉の髪色や長い耳が普通に見えていた。
契約神魔はマルコシアス。熱と冷気を同時に放つ魔法が得意。魔導礼装はファーで飾られた赤と青の鎧が腕と太腿を覆うもの。胴は表面積の小さいビキニになっている。
8巻で一樹や仲間達に心を開き、姉の本当の姿が見えるようになり、一樹に対してはかなり甘えた様子を見せるようになった。
14巻の後日談では姉と共に一樹とプールに行き、その足でホテルへ行き、姉妹一緒に一樹と結ばれていることが明かされる。
神邑 いつき（かみむら いつき）
『斎王』⇨『倭国王』
日本神話の主神アマテラスオオミカミの契約者。伸び放題の黒髪。ひきこもりのネットオタク。人見知りの激しい臆病娘。殺害されて既に故人。
アマテラスオオミカミは彼女を戦いから遠ざけるために、日本神話の王『倭国王』ではなく、巫女の頂点『斎王』にしていた。そのため、愛洲移香斎に敗れても『出雲王』が日本神話の王になることはできなかった。
アマテラスオオミカミにより魂が保存されており、一樹の力を認めたアマテラスオオミカミがレメゲトンの傘下に入って得たつながりを用い、肉体を作り直して生き返り、『倭国王』となった。
王の権能は『和合』。効果は自身と自身の認識範囲内の配下の魔力を一つのものとして捉え、それを配下に適宜分配すること。これにより、集団戦闘では必要な所に必要なだけの魔力を分配することができ、個人の魔力量に左右されない采配が可能となる。また、逆に自分に集めることで単体戦闘においても強力。
しかし、他の王の権能に比べると非常に弱い。それは三種の神器に王の権能の大部分が宿っているため。三種の神器の力込みで考えると他の王に決して劣らない。
スサノオの契約者に勝利すると『和合』の力に目覚め、更に三種の神器の真の力を発揮できるようになるが、全部一樹に任せてしまった。
八雲 茜（やぐも あかね）
本作のヒロインの一人。魔技科3年生女子。先代の魔技科副生徒会長。落ち着いた性格。戦術論に精通し、軍師として活躍する。予想外の事態に面するとよくテンパる。
契約神魔はアモン。エネルギーを支配・操作する風の魔法を使う。魔導礼装はエジプトの伝統衣装シーズドレスのような格好。
元剣士で他流試合で一樹に敗れ、挫折。その後謎跡が現れた。
通常魔法の内、《身体力強化魔法》以外の4つともを非常に高いレベルで鍛えており、ロッテを除けば魔技科で一番詠唱が速い。戦闘では大火力魔法が得意な花音、タイマン最強格の輝夜には敵わないが、非常に高い戦闘能力を持つ。
14巻の後日談では、一樹と結ばれていることが明かされる。
桂 華玲（かつら かりん）
剣技科1年生→魔技科1年生。女子。編んだ黒髪を両耳の後ろで輪にした髪型。小柄な体格。
10年前に孤児となり、引き取られた先が中華道国とつながりがあり、虐待のような扱いで工作員の教育を受け、暗殺者に仕立て上げられた。中国拳法の八極拳を修め、防衛魔力を貫通して肉体に直接ダメージを与える《浸透勁》が使える。
契約神魔は中国神話の妲己（だっき）だったが、一樹に心を開いた影響で、日本神話の玉藻前（たまものまえ）へと変化した。魔導礼装も中華風から和風へデザインが変わる。
5巻で魔技科へ転科する。
リズリザ・ウェストウッド
一樹のクラスの担任教師。書類上は32歳。見た目は身長140cm程度の金髪で翠の瞳、小学生女子くらいにしか見えない顔つき。とある事故のせいで成長が遅れていると説明している。魔法発祥の国イギリス出身で、日本国籍を持つ元騎士。外見でナメられないよう、キツめの言葉使いを多用し、生徒のことをクズどもと呼ぶ。
騎士団成立以前の混沌期に違法魔法使いと戦った「最初の騎士」の一人でアガレスの契約者。
オリジナル・ワンの領域に至っており、変化を停止させ、時間の彼方に消し去る究極の回避魔法《凍てつく時の秘法》によって、14年間自分の成長と老化を停止させていた。リアル永遠の18歳。
初期の魔法使いのため、純粋な魔力量は今の現役世代には及ばないが、14年間も魔法を維持し続けた技術と、誰よりも長きに渡りアガレスと契約を続けたことで得た繋がりにより、素早い詠唱と威力の高い魔法を使用できる。
「ゼロの騎士」最強の響希のことを「響希姉さま」と呼び、慕っていた。
山田 寅蔵（やまだ とらぞう）
声 - 井之上潤
剣技科2年生男子。鼎に振り回される苦労人。
3巻で剣技科副会長を強制引退させられる。
上泉 伊織（かみいずみ いおり）
剣技科2年生女子。剣技科副会長。引っ込み思案な性格。
林崎流の基礎を全て身に付けている。
3巻で剣技科副会長を強制引退させられる。
疋田 琥珀（ひきた こはく）
剣技科1年生女子。黒髪のロングヘア。一人称は「某（それがし）」。九州に伝わる古流剣術「神影流」の継承者。会ったばかりの一樹に結婚を迫る。七本の神器を使う。
2巻で終われた一樹達を助けて匿い、3巻で鼎になんとか勝利し、剣技科生徒会長になった。
5巻で剣技科も選挙制にし、剣技科生徒会長を降り、剣技科副会長になった
夢野 詩織（ゆめの しおり）
魔技科1年生女子。ボブカット。控えめで大人しい性格。
ランクBのトップという実力者。新聞委員長に就任し、一樹のサポートを行う。
契約神魔はハルファスだが、自身も知らない秘密がある。
実は、二重人格で詩織はハルファスと聖痕によって契約し、裏のカオリは憑依契約で中華道教の神魔である獏と契約している。
最後は自分の過去を受け入れ、精神世界でカオリを倒した。
12巻で再登場した時には、カオリは消えていたが、獏との憑依契約は残っており、作中唯一の二重契約魔法使いとして、アメリカに行かなかった聖痕魔法使い最強となっていた。
カオリ
詩織のもう一つの人格。
魔力適性が高く、何れ聖痕に選ばれることが明らかになると、中華道国のスパイだった両親に虐待され、意図的に生み出された。
スパイとして徹底した訓練を積んでいて、カオリは肉体を操れるため肉体に刻まれている聖痕を使い、カオリの人格に憑依している獏の両方を使える。加えて複数の神器を使い、一樹を追い詰めた。
最後は雅美の精神侵略魔法《迷い月夜の宮殿》によって精神世界で詩織に敗れ、一樹に『最も恐ろしい相手だった』と認められ、初めて自分を認めて貰ったことを噛み締めながら消滅した。
香月 花音（こうづき かのん）
魔技科3年生女子。先代の魔技科生徒会長。金髪ロングヘア。小柄。能天気な性格で言動がお茶目。マスコット的な求心力がある。
契約神魔はベリアル。青い炎の魔法を使う。魔導礼装は青白く輝く鎧が腕と足、腰の両側を守り、胴は薄い前掛けとパンツのみ。
壬生 アキラ（みぶ あきら）
魔技科2年生女子。金髪ロングヘアで長身。貧乳。すさんだ目つきでやさぐれた雰囲気。ガラの悪い口調。
ケーキ屋を夢見る少女だったが、謎痕が現れたことでその望みが絶たれる。不良と言うには大げさだが学校行事に非協力的な問題児。
契約神魔はアスタロト。毒の泡や液体を散布する、ドラゴンの首を召喚するなどの魔法を使う。魔導礼装は輝夜のものに似たデザインで青と黒が基調。
麻宮 アンナ（あさみや あんな）
魔技科2年生女子。ショートボブで低身長。胸は大きい。アキラと同じような雰囲気。
アキラをアネキと慕い、学校生活でも同じような態度を取る。
契約神魔はガミュギュン。自身を密度の濃い霧で包み、巨人となって攻撃するなどの魔法を使う。魔導礼装は赤と黒を基調としたレオタード。
宮本 玲奈（みやもと れいな）
魔技科2年生。
契約神魔はグリフォンの神魔フォカロル。
統一生徒会長トーナメントの1回戦で一樹と対戦
桐谷 夏緒（きりたに なつお）
魔技科1年生。
統一生徒会長トーナメントの1回戦で輝夜と対戦
林志 静（はやし しずか）
剣技科2年生女子。年齢不詳。
中華道国のスパイであり、中華道教の神魔女禍の契約者。リン・ツィージン。
中華道国の侵攻等に度々顔を見せており、危険視されている。
女禍の加護による身体能力の強化、中国拳法、女禍の強力な召喚魔法で戦う。また、魔力酔いにした者を操る能力、配下を70回まで蘇生させる加護など戦争に強い。
低レベルで離脱用の空間転移魔法により常に安全圏を確保し戦っていたが、5巻で一樹によって遂に追い詰められ、華玲との中国拳法対決に敗れ拘束されるも、その後自決した。
高杉 秋水（たかすぎ しゅうすい）
剣技科2年生男子
4巻で登場した新任の理事長である高杉孝允の息子、双子の兄。
聖痕魔法使いの人格を封じて兵器にしようという危険思想の持ち主。
大和に移動し退学。
6巻で荒神をその身に降ろす「神掛かり」によって日本神話の神魔を宿すも失敗。その後弟と合体し、八岐大蛇となるも、一羽に敗れ浄化された。
高杉 春生（たかすぎ はるなり）
剣技科2年生男子
4巻で登場した新任の理事長である高杉孝允の息子、双子の弟。
聖痕魔法使いの人格を封じて兵器にしようという危険思想の持ち主。
大和に移動し退学。
6巻で荒神をその身に降ろす「神掛かり」によって日本神話の神魔を宿すも失敗。その後弟と合体し、八岐大蛇となるも、一羽に敗れ浄化された。
天咲校長
理事長→新校長。
天咲美桜の義父。
塚原 久忠（つかはら ひさただ）
剣技科教師。塚原一羽の実父。
音無 月九郎（おとなし つきくろう）
校長→失脚。
音無輝夜の実父。輝夜を最強の魔法使いにするために催眠洗脳教育を行った。
日本政府からエルフ計画を任され、あらゆる実験を行い、罪悪感からナイアラーラトテップに憑依され、乗っ取られた。
ナイアラーラトテップ討伐によって意識不明となり、神話大戦後に意識を取り戻した。
高杉 孝允（たかすぎ たかよし）
新理事長→逃亡

#### 騎士団
近藤 一（こんどう はじめ）
中部管区騎士団所属。巡査騎士。
男性の剣士。
相馬 ゆかり（そうま ゆかり）
中部管区騎士団所属。巡査騎士。
聖痕魔法使い。

#### 大和
日本をソロモン72柱と聖痕魔法使いの支配から解き放ち、正統な日本神話による統治を目指すという名目の国家だが、結局は中華道国の属国。しかし、参加している人には「聖痕魔法使い憎し」や「最強剣士を目指す」などなど様々な思いの人が参加しておりバラバラ。
愛洲 移香斎 秀忠（あいす いこうさい ひでただ）
『出雲王』
日本神話のもう一柱の主神スサノオノミコトの契約者。室町時代の剣客を祖とする愛洲影流「愛洲移香斎」三十代目の襲名者。遊女のような雰囲気を持つ18歳の美少女。
一樹に勝つことに執着して強さを求めて暗躍する。同じ魔法剣士として、一樹がライバルと感じるようになる相手。
王の権能は『簒奪』。効果は倒した王の権能を奪い取るというもの。
アマテラスオオミカミの契約者に勝利すると『和合』の力を奪い、使えるようになり、更に三種の神器の真の力を発揮できるようになるが、一樹に敗れたため、その機会は絶たれた。
12巻で一樹に敗れそうになっていた中国の王である溥子を不意打ちで倒し、天命の龍の『天命』の力を手にいれ、莫大な魔力を持った最強の簒奪者となった。
14巻で一樹と最強剣士対決を行うが、自身の剣術流派である愛洲影流ではなく、林崎流夢想剣の三つを見よう見まねで習得し、使用した。
これ以上二度と挑まれたくなかった一樹が、最強剣士対決前の約束として「これで俺が勝ったら、俺の女になれ」と言い、最強剣士対決に敗れたことで、一樹の女になった。
見た目や雰囲気に依らず、身持ちは固く、14巻の後日談でも一樹にベタ惚れではあっても、肉体関係を結ぶにはいたっていない模様。

#### その他
響希（ひびき）
『ソロモン王』（『倭国王』）
「富士の樹海」で一樹を待っていた美女。
正体は「ゼロの騎士」と呼ばれる最初期の騎士の一人で、林崎一樹の実母。
魔法に対する理解も技術も乏しく、魔力量も現在の人間よりも少なかったため、当時の聖痕魔法使いはレベル3くらいまでの召喚魔法しか使えず弱かった中で、唯一現在の聖痕魔法使いと同等以上の力を誇っていた、ゼロの騎士最強。その剣筋は何かの流派のものではなく、実戦で磨かれた戦場の剣。
憑依魔法使いのほとんどを一人で倒していたが、他の騎士も同じくらい倒していると思っていた。
日本神話の『倭国王』と『ソロモン王』の2つの王の資質を持った唯一の人間で、本来ならアマテラスオオミカミと契約して日本の王となり、日本が世界最初の魔法大国となるはずだったが、アマテラスオオミカミが完全には目覚めておらず、彼女と契約しなかったため、レメゲトンと契約し『ソロモン王』となった。
『倭国王』の資質も持っていたため、日本神話の王の神器である三種の神器の一つ【天叢雲剣】を使用できた。一樹も三種の神器を使用するが、それはアマテラスオオミカミがレメゲトンの傘下に入り、『倭国王』である神邑いつきとの絆を介して、日本神話の王の力を使用しているからであり、一樹自身が『倭国王』の資質を持っているからではない。
当時は魔力による避妊の突破がまだ知られていなかったため、恋人との間に子供（一樹）ができてしまい、リズリザにも告げずに戦場を離れた。
その隙に、憑依魔法使い達はリズリザ以外の聖痕魔法使い全員と、響希の恋人、家族、親戚、友人を皆殺しにし、響希の心を殺そうとした。
全てを失った響希は、唯一残った子供（一樹）を孤児院の前に捨て、泣き声に何度も振り返りながらも、振り切って戦いに向かった。そして、たった一人で憑依魔法使いを次々と討伐し、最期は、ロキを宿らせていた当時最強の憑依魔法使いと「富士の樹海」で相討ちとなった。
死ぬ間際、【天叢雲剣】が相応しい使い手が現れるまで「富士の樹海」ごと封印した。それにより、「富士の樹海」のレベル3エリアは『王』ですらも容易には侵入できないようになり、魔力が籠っていくことになる。
林崎 迅介（はやしざき じんすけ）
林崎鼎の実父で、林崎一樹の義父。
林崎流剣術の継承者で、魔力が誕生した世界に対応した剣術に改良し、一樹と鼎に伝授した。
人間の技で神を倒すことを最終目標に、3つの《林崎流夢想剣》を考案したが実現できず、夢を一樹と鼎に託し、その夢は一樹の手によって成し遂げられることとなった。
謎痕が現れた一樹に「お前は剣士で収まる人間ではなかった」と送り出した。

### ドイツ
ロスヴィータ・レーゼドラマ
ドイツの王。戦いにこそ生の喜びを見出す盲目の武人。北欧神話の主神オーディンの契約者。契約によって盲目となった。
王の権能は『狂化』。効果は追い込まれるほどに力を激増させる。追い込まれるほどに自動防御のルーンが強力になり、限界まで追い込まれると【絶槍魔奪（グングニル）】という神器を生み出す。
一樹に匹敵する戦闘技巧者で、《知覚力強化魔法》と《精神感応魔法》による先読み、強化魔法と鍛え上げた武器術、認識している攻撃を自動で無効化するルーン文字による鉄壁の防御を持つ。
脳筋ばかりの北欧騎士団において唯一の頭脳派で策謀にも長け、口八丁で上手く戦争を仕掛けることで領土を広げていった。
絶槍魔奪（グングニル）
『狂化』を最大まで引き出した時のみ召喚魔法で生み出せる神器。
能力は、人体の急所を正確に攻撃した時のみ、魔力による防御を全て無視して、貫殺する。人体の急所以外には一切のダメージを与えない。
対消の秘匿文字（オートルーン）
召喚魔法による防御魔法。
使用者の認識下にある全ての攻撃を自動で消滅させる。残りの魔力が少ないほど、防御能力が高まる。
認識外からの不意打ち以外一切の攻撃を無効化するが、この効果を最大限生かすには使用者が全ての攻撃を先読みしておく必要がある。
ベアトリクス・バウムガルト
ドイツ北欧騎士団（エインヘリアル）所属。19歳→20歳。赤いロングヘア。女戦士然とした立派な体格。胸は小さい。
非常に好戦的な性格。聖痕魔法使いであるが、剣による肉弾戦を好む戦闘狂。一樹と何度も剣を交えるうちに特別な感情が芽生え、恋する乙女になる。
契約神魔は北欧神話のトール。身体能力や反応速度を高める魔法や、剣に雷を宿らせる魔法などを使う。
魔導礼装は蒼い甲冑、といってもヘッドギアに肩と腕と足の部位鎧といった感じで、胴は非常に表面積の小さいレオタード。

### イギリス
世界で最初に魔法使いが生まれた、最古の魔法先進国で、国民全体の魔力水準が高い。
ケルト神話と「アーサー王と円卓の騎士」「ロビンフッド」の三種類の信仰が混じった特殊な神話体系をしている。
アーサー・ヴァシレウス
『円卓王』
本作のヒロインの一人。イギリスの王。「アーサー王と円卓の騎士」の主神アーサー・ペンドラゴンの契約者。騎士道精神を尊重する紳士、に見えるが、実はスタイル抜群の美女。19歳。神器エクスカリバーを引き抜いたことで王となった。
元の名前はアリッサ・サトクリフ。
王の権能は『百器の英雄王』。効果はアーサー・ペンドラゴンの神器生成魔法を並列詠唱し、連続発動させる。
また誓約（ゲッシュ）という、互いに誓いを立て果たすことで後天的に魔力を増加していく効果もある。それは厳しい誓約を結べばそれだけ強い力を得られるが、反対に誓いを破れば相応に罰が下る。
誓約により強化された魔力と、召喚魔法によって数多の強力な神器を生み出し、それらを使いこなす。
正面戦闘において、王の中でもトップクラスの実力を誇るが、精神攻撃魔法への対抗手段を神話全体で持たないという欠点がある。
円卓の騎士は全員が、最終決戦での戦いで倒されれば死ぬという誓約を立て、円卓全員が圧倒的な力を誇っており、アーサー自身も同様の誓約を立てていた。
14巻での一樹との最後の戦いでは、魔力をほとんど使わない状態での究極の剣士となった一樹に全ての攻撃を延々といなされ続け、自ら敗北を認め、倒されることなく敗北した。
14巻の後日談で、一樹と風呂で結ばれた。

### イタリア
レジーナ・オリンピア・フォルナーラ
『法王（パパ・ヴァシレウス）』
イタリアの王。貴族主義を掲げる非常に傲慢で尊大な性格のスタイル抜群の美女。ギリシャ神話の主神ゼウスの契約者。「最高の魔法使い」
王の権能は『貴神の威光』。効果は一定以下の魔力の敵対者を無力化する。対象となった者は一切の抵抗が許されない。
豊富な魔力、召喚魔法による雷撃や絶対防御、強大な神獣への変身、作中最高レベルの通常魔法の技術とそれを使った《抵抗（レジスト）》と隙のない万能スタイル。
ゼウスの影響か、男女問わず美しい者が好き。

### ロシア
イリヤエリア・ムーロメツ
『雷帝（グローズヌイ・ヴァシレウス）』
ロシアの王。感情に乏しく無表情。効率と合理性を重視する性格のスタイル抜群の美女。19歳。スラヴ神話の主神スヴァローグの契約者。「最速の魔法使い」。
効率を重視し、機械文明を一部維持している。
幼少期は収容所で過ごし、祖父を殺害した。それにより収容所からは出られたが、罪の意識に苛まれたため神を求め、スヴァローグと契約した。
幼少期の体験からイリヤとエリアという2つの人格を持つ二重人格になったが、「感情を消し去り、透明であること」を求めたスヴァローグの影響で2つの人格は融合した。
14巻の後日談では、一樹の布団に全裸で潜り込み、お互いの局部を触り合う仲になったが、一樹は彼女が自分の想いを認めるまでは一線は越えないと決めている。
また、一樹と同じクラスに所属し、合理的な数学は得意だが国語などの心情を答える問題は全くできない。

### 中華道国
本来は道教の神魔と契約するはずが、道教の教えではなく、中国を世界の中心とする中華思想が逆に道教の神魔の思想を乗っ取った中華道教の神魔と契約している。侵略行為に積極的であり、世界最大の領土と18億人もの人口を備える。
溥子（ふし）
『再皇帝（リボーンエンペラー）』
中国（中華道国）の王。10代前半の美少女。無邪気で尊大な性格。道教を元とした中華思想の根源、天命の龍の契約者。「最大の魔法使い」
王の権能は『天命』。効果は支配領域と支配した人数が増えるほど魔力が激増していく。
召喚魔法で、配下を人間性を完全に排除した「朱いのっぺらぼう」にすることもできる。
世界最大の支配領土と人数を誇る中華道国の王であるため、王の権能によって人間の枠を越えた世界最大の魔力を保有し、低レベル魔法ですら桁違いの威力を発揮する。
非常に知能が高いが、それを磨く機会がなく、彼女を教え導く者もいなかった。
アトランティスでは配下を全員「朱いのっぺらぼう」にし、たった一人で参戦したが、群として戦う日本陣営に追い詰められ、最後は愛洲移香斎に敗れた。
14巻の後日談では、持ち前の知能により、一樹たちと同じクラスに飛び級で進んで来ていた。
孫小龍
中華道国の聖痕魔法使い。中学生くらいの年齢の男子。契約神魔は孫悟空。
作中で一樹の他に登場する唯一の男の契約者。魔力の量はそこらの女性聖痕魔法使いを凌駕する。
7巻のカラーで中華道国の王と誤植されていた。

### その他
香耶（かや）
声 - 福井裕佳梨
中学生くらいの少女。一樹や美桜と同じ児童養護施設にいたが、2人と会えなくなった後の喪失感に入り込んできたロキに精神を侵蝕され、髪が黒から銀色になった。一樹をつけ狙い、ロキの力を操って破壊活動を行う。
ロキ
声 - 梅原裕一郎
北欧神話の神魔。青白い長髪で長身。やや細面の端正な顔立ち。香耶に憑依して徐々に精神を侵蝕し、その肉体を乗っ取った。
神話に定められたとおり、世界に混沌をもたらすことを自分の役割として、さまざまな勢力に肩入れしては暗躍する。
アトランティスでも中国陣営、ロシア陣営、イタリア陣営などと協力したり裏切ったりと散々引っ掻き回したが、最後は誰よりも執着した一樹と戦うことすらできずに、イギリス陣営、ドイツ陣営と協力し、指揮をとった八雲茜という「王ですらない“ただの人間”」に敗れた。

## 召喚魔法
神魔はレベル１からレベル１０までの十種の固有魔法を持っており、契約者は聖痕魔法使いとして成長し、神魔との波長をより合わせていくことで、レベル１から順に修得していく。特に神魔との相性がよい契約者は、独自のオリジナル・ワンとなる魔法を授かることもある。

### ソロモン72柱

#### レメゲトン
固有魔法も一つしかなく、一人ではなにもできない最弱の神魔であり、絆によって最強の神魔となる。
７２柱全魔法（ゲーティア）
レメゲトン唯一の固有魔法。
配下の好感度を上げることで、その相手の契約神魔の召喚魔法を使える。
始めはソロモン72柱限定だと考えられて来たが、配下の契約神魔であれば他神話の神魔の召喚魔法も使用可能だと判明した。
好感度65を超えると心の鍵を手に入れ、相手の契約神魔のレベル１の召喚魔法が使えるようになり、好感度100でレベル５までの召喚魔法が使え、好感度200でレベル１０まで全ての召喚魔法が使えるようになる。
また、キスをすることで一時的に魔力の回路を拡張し、すべての召喚魔法が使えるようになる裏技がある（ただし同じ相手には一度しか使えない）。
召喚魔法だけでなく、王が配下に加われば、『王の権能』も使用できるようになる。

#### フェニックス
属性は火、魔法によっては風属性や光属性が入る。炎魔法以外に光レーザーや飛行魔法、珍しい治療・再生魔法を持つ、完全なる後衛専用の神魔。
螺旋華（バレット）
フェニックスのレベル１魔法。
フェニックスの翼の虚像から、火属性と風属性を持った炎の弾丸を発射する攻撃魔法。
連装螺旋華（トライ・バレット）
一樹が【ソロモンの印】によって半憑依の高速詠唱が可能となったことでレベル１の《螺旋華》が連射型に変化した魔法。
溶岩螺旋華（ボルカニックバレット）
寵姫魔法使いが使用するフェニックスのレベル１魔法。
地面がひび割れて溶岩の弾丸が浮かび上がり、フェニックスの翼の虚像から発せられる螺旋の風に乗って撃ち出される。
炎帝開闢（ファイアウォール）
フェニックスのレベル２魔法。
足元に魔法陣を発生させ、炎の壁を出現させる攻防一体の魔法。
炎勢鎧（セルフバーニング）
フェニックスのレベル３魔法。
炎の渦で対象を護る防衛魔法。
炎の渦を鎧のように纏うだけでなく、《念動魔法》で炎を武器に集中させて攻撃力に転換できる。
また《念動魔法》で酸素を集め火力を上昇させたり、風属性魔法を併用し巨大な炎を生み出したりもできる。
火翼の抱擁（セルフバーニング・エムブレイス）
寵姫魔法使いが使用するフェニックスのレベル３魔法。
対象の周囲にフェニックスの翼を折り畳んだよな豪炎の渦を発生させる防御魔法。
生命循環の火（アンチエイジング）
フェニックスのレベル４魔法。
術者が傷口に手をかざすと、再生の炎が宿り、少しずつ傷口を再生する治療魔法。
灰燼帰す緋色の翼（ブレイジングウイング）
フェニックスのレベル５魔法。
術者の背にフェニックスの炎の翼を生成し、飛翔する飛行魔法。
そのまま突っ込むことで相手を燃やすこともできる。
裁きの極光（イーサリアル・ジャッジメント）
フェニックスのレベル６魔法。
フェニックスの虚像が浮かび上がり、強烈な光が凝縮されたレーザーを放つ攻撃魔法。
終止符の日輪（イミテーションフレア）
フェニックスのレベル８魔法。
フェニックスの虚像が浮かび上がり、標的に向かって飛んで行って爆発し、太陽面爆発（ソーラーフレア）に匹敵するエネルギーで標的を焼き尽くす大規模破壊魔法。
滅私転生（リヴァイヴァ）
フェニックスのレベル１０魔法。
フェニックスを完全召喚し、因果を超越して失ったものを再生させる再生魔法。
死んですぐなら死人すらも生き返らせる究極の治療魔法。

#### アスモデウス
触手や怪物の召喚、幻痛を与え増幅する、怨念を燃やして焼き尽くす、五感と意識を奪う鎌の生成など兎に角ピーキー過ぎる魔法構成になっている神魔。普通の人は使いこなせないが、使いこなすとタイマンで恐ろしい強さとなる。
黒触手（デザイアテンタクロス）
アスモデウスのレベル１魔法。
対象の足元から黒い触手を召喚し、相手を拘束する束縛魔法。
憎悪の徒花（フイルムペイン）
アスモデウスのレベル２魔法。
幻痛を与えて足止めする精神攻撃魔法。
自傷の漆黒（スーサイドブラック）
アスモデウスのレベル３魔法。
対象が黒い霧に覆われ、攻撃された部位に同等の幻痛を相手に与える精神攻撃魔法であり防御魔法でもある魔法。
防御魔法でありながら、防御は一切ないため、《抵抗》によってダメージを抑える必要がある。
大紅蓮氷結地獄（コキュートス）
アスモデウスのレベル４魔法。
術者の周り一帯の空間を氷結地獄に変える大規模破壊魔法。
影底の闇（ディープスペクター）
アスモデウスのレベル５魔法。
対象の影から巨大な黒い顔だけの怪物を召喚する。
怪物は術者の命令に従い、相手に噛み付く等の攻撃を行う。
痛覚倍増（ウルトラバイオレンス）
アスモデウスの魔法。
術者から放射状に音波を発し、範囲内の者の幻痛を2倍にする精神攻撃魔法。
隣死の極輪（ニアデスルーレット）
アスモデウスの魔法。
術者の手に黒い大鎌を生成する魔法。
その大鎌で斬られると、五感をランダムで一つ失い、6回目で肉体と精神の接続を切られ気絶する。
地獄想火（ゲルニカ）
アスモデウスのレベル９魔法。
術者の憎しみや憎悪を赤黒い業火に変えて、相手を焼き尽くす攻撃魔法。
術者に相手を憎む気持ちが欠片もないと発動しない。
第七地獄現界（セブンスインヘルム）
アスモデウスのレベル１０魔法。
アスモデウスを完全召喚し、術者が相手を憎むのなら、禍々しい門から地獄の業火を召喚して残らず焼き尽くし、逆に救いたいと望む相手には慈悲の輝きを与える生死を司る、敵味方識別大規模即死魔法であり、敵味方識別大規模回復魔法。
発動したら最後、術者にも止められない。

#### ウェパール
属性は水と氷、魔法によって風属性が入る。大量の水の召喚や地面の凍結によるフィールド形成など比較的低レベルから広範囲に影響する魔法が使える神魔。
氷河風（グラシェルウインド）
ウェパールのレベル１魔法。
冷気の風を叩き付ける攻撃魔法。
北極風（アークティックウインド）
寵姫魔法使いが使用するウェパールのレベル１魔法。
生命の住めない世界を象徴する極寒の風を叩き付ける攻撃魔法。
銀盤大舞踏（ムーヴズインザフィールド）
ウェパールのレベル２魔法。
辺り一面の地面を凍結させ、相手の足を滑らせる妨害魔法。
術者や味方には氷のスケート靴を形成し、イメージのままに氷のフィールドを滑って高速で移動できる。
スケート靴の刃で攻撃することもできる。
氷牢結界（フリーズバリア）
ウェパールのレベル３魔法。
対象の周囲に冷気を生み出し、攻撃を凍結させる防御魔法。
大海嘯（タイダルウェイブ）
ウェパールのレベル４魔法。
巨大な津波を召喚し操る攻撃魔法。
静かなる雪白（ホワイトアルバム）
ウェパールのレベル５魔法。
辺り一帯の空間を冷気と氷の世界に変える大規模破壊魔法。
氷山大津濤（アイスバスター）
ウェパールのレベル６魔法。
地面から巨大な氷塊を発射しぶつける大規模破壊魔法。
絶対氷界（アイスエイジ）
ウェパールのレベル８魔法。
ウェパールの虚像が浮かび上がり、周囲を空間ごと瞬間凍結させる氷の世界を造る大規模破壊魔法。
氷花崩壊（ダイアモンドダスト・アブソリュートゼロ）
ウェパールのレベル１０魔法。
対象に絶対零度（マイナス273℃）の冷気と無数の氷塊を放ち、相手の身体の根源粒子（プリマ・マテリア）を限りなく停止させて凍結させ、その上で氷塊をぶつけて破壊する。

#### バールゼブル
属性は雷、魔法によって風属性や水属性が入る。雷撃魔法、身体強化魔法、神器生成、天候操作、捕縛魔法に加え、消去魔法も持つ、万能型の神魔。単独であらゆる状況に対応できる。
雷神弓（ライトニングライン）
バールゼブルのレベル１魔法。
術者の手に金色の美しい弓と電気の矢が生成され、それを射つ攻撃魔法。
一発の威力は《螺旋華》よりも劣るが、生み出した矢が尽きるまで連射できる。
また、魔法は弓矢を生み出すことで終わるため、まだ矢を射っている間に次の魔法を詠唱することができる。
星羅天獄（ホロスコープステイシス）
バールゼブルの２魔法。
対象の周りに無数の光点を生じさせ、点と点を結ぶ光糸で対象を拘束する束縛魔法。
星縛天解（リブート）
《星羅天獄》による拘束を解除する。
風陣結界（ストームフォート）
バールゼブルのレベル３魔法。
暴風の渦で対象を護る防御魔法。
風神撃烈矛（マイムール）
バールゼブルのレベル４魔法。
術者の手に【マイムール】を生成する神器生成魔法。
【マイムール】
《風神撃烈矛》によって生成される神器。
風が集まった矛で、撃退という意味がある。
嵐のような強烈な業風を発し、敵を吹き飛ばす。
《炎勢鎧》と重ねることで、炎の嵐を纏った矛となる。
雷神瞬身（ライドライトニング）
バールゼブルのレベル５魔法。
術者の筋肉や神経に特定の電気信号を送り、反射神経や身体能力を強化して加速する強化魔法。
精神活動も加速し、魔力も増幅する。
魔力を燃料にして機動するものも加速するため、一樹は《深略兵装》と重ねることで超高速飛行を可能にした。
叫びの雨雲（クライングニムバス）
バールゼブルのレベル６魔法。
空が雨雲に覆われ、雨が降り始める。
調整して少しずつ雨を降らすこともできる。
超電弧放電（アークフラッシュハザード）
バールゼブルのレベル７魔法。
大気の力が正と負の二極に圧縮され、対象の周囲に渦巻き、均衡が崩れて、究極のプラズマ爆発を起こす大規模破壊魔法。
天鼓迫雷槌（ヤグルシ）
バールゼブルのレベル８魔法。
術者の手に【ヤグルシ】を生成する神器生成魔法。
【ヤグルシ】
《天鼓迫雷槌》によって生成される神器。
雷神の一撃を宿した巨大な槌。
振りかざすと空に暗雲が発生し、振り下ろすと暗雲から稲妻が無数に降り注ぎ、周囲を焼き払う。
蠅の王（ベルゼブブ）
バールゼブルのレベル１０魔法。
バールゼブルを完全召喚し、バールゼブルが地獄の王ベルゼブブに変身する。その後、人間の頭サイズの無数の蠅の群れとなり、敵対者の加護や魔力を全て食い尽くす消去魔法。

#### グレモリー
属性は光。精神侵略魔法による迷宮や仲間割れ、トラウマを呼び起こし試練を与える神魔。精神攻撃・強化に特化し、直接的な攻撃力に乏しいが、攻撃力に秀でたマルコシアスと組むことで、互いの弱点を補い合う。また、マルコシアスとの合体魔法『グレモリー姉さん大激怒ぷんぷん満月落とし』は非常に強力。
月の乙女の秘刃（ムーンスクレイパー）
グレモリーのレベル１魔法。
術者の手に輝く巨大な三日月を生成し、投げつける攻撃魔法。
月光歌（ムーンライトブレス）
グレモリーの魔法。
対象の精神を強化をする強化魔法。
強化された人は、魔法全般が強化される。
月輪の鏡盾（ムーンリングミラーフィールド）
グレモリーの魔法。
小さな月の虚像が浮かび上がり、それが実体化して光を反射する防御魔法。
月鏡通心（ムーンディバイド）
グレモリーの魔法。
空から月の光が舞い降りて対象を包み込み、術者の魔力を譲渡する加護魔法。
迷い月夜の宮殿（ルナティックラビリンス）
グレモリーの魔法。
敵味方全員を夢の世界に連れ込む精神侵略魔法。
現実世界では棒立ちになり、精神世界での戦闘によって魔力が削れていく。
生み出す精神世界は、術者によって異なり、雅美の場合は鏡の世界となる。
術者と味方は鏡の中を移動できる。
スタート位置を術者がある程度決めることができる。
棒立ちの人に外部から与えられたダメージは術者が肩代わりことになり、術者が限界になると解除される。
夢を見ない魔獣には通じない。
鏡月心蝕（ルナティックライト）
グレモリーの魔法。
術者の背後に巨大な月を生成し、その月から銀の月光を発し、照らされた者が心のどこかで思っている不満を増幅する精神攻撃魔法。
不満を増幅された者は説得されて正気に戻るまで味方を攻撃する。
魔獣には幻影を見せる効果にとどまる。
月鏡封印（マインザムーン）
グレモリーの高レベル魔法。
対象の目の前に鏡を生成し、強制的に意識を試練の世界に送り込む精神侵略魔法であり、試練を乗り越えた者に力を与える魔法。
試練中は対象者は意識を失った状態になる。
試練の内容は、対象者の最も大きいトラウマを呼び覚ますこと。
試練を乗り越えると、対象に最も相応しい象徴を武器として与える。
天より舞い降りたる月光（アウェイキングフルムーン）
グレモリーのレベル１０魔法。
グレモリーを完全召喚し、空に満月を生み出し、その月光で精神を極限まで強化する強化魔法。
強化された人は、魔力と魔法全般が極限まで強化される。

#### マルコシアス
属性は火と氷。本来相反する火属性と氷属性を両方同時に扱うため、防御は非常に困難で、更にマルコシアスに乗って移動や浮遊剣による近距離戦闘も可能な神魔。攻撃力に秀で、精神攻撃・強化に特化したグレモリーと組むことで互いの弱点を補い合う。また、グレモリーとの合体魔法『グレモリー姉さん大激怒ぷんぷん満月落とし』は非常に強力。
烽火の郡狼（クリムゾン・ウルフパック）
マルコシアスの魔法。
いくつもの炎弾を撃ち出し、それらが炎狼の群れとなって襲い掛かる攻撃魔法。
氷白の郡狼（アイスブルー・ウルフパック）
いくつもの氷塊を撃ち出し、それらが氷狼の群れとなって襲い掛かる攻撃魔法。
炎と氷の翼壁（クロスコンフリクト）
マルコシアスの魔法。
赤いクリスタルの翼が召喚され、熱気と冷気を同時に発する火属性と氷属性の複合防御魔法。
獣牙の双剣（ブレードタスク）
マルコシアスの魔法。
二刀流の女剣士の虚像を召喚し、その剣だけが残り、見えない剣士が振るうように二本の剣で攻撃する近接攻撃魔法。
炎の氷柱（バーニングアイシクル）
マルコシアスの高レベル魔法。
術者の周囲の空間が割れ、赤い水晶の翼を持った巨大な狼マルコシアスの分身を召喚する魔法。
マルコシアスは、翼から熱気と冷気の両方を持った爆弾のような効果を持つ赤い水晶を撒き散らす。
地より吠え立つ弧狼（アウェイキングキラーインスティンクト）
マルコシアスのレベル１０魔法。
マルコシアスを完全召喚し、大地の底からの光で血と筋肉を極限まで強化する強化魔法。

#### アモン
神性元素潮流（リゾーマタマスタリー）
アモンの高レベル魔法。
アモンの虚像が浮かび上がり、術者の周囲に凄まじい風を起こして、自在に操る大規模破壊魔法。
魔法で生み出されたエネルギーを押し流し、それらを圧縮操作することで、更なる威力を発揮できる。

#### ベリアル
天から降る青き紅蓮（エミッションフレア）
ベリアルの高レベル魔法。
ベリアルの虚像が浮かび上がり、辺り一帯に青い光が稲妻のように降り注ぎ、青い炎で焼き払う大規模破壊魔法。
術者本人も精密には操れないほど強力。
神性崩壊（デッドアセット）
ベリアルの魔法。
ベリアルの虚像が浮かび上がり、相手の召喚魔法で生成された神器を消す消去魔法。
武器が変化した神器には効果がない。

#### アスタロト
蛇竜の大顎（ドラゴンバイト）
アスタロトの魔法。
地面から黒いドラゴンの頭を召喚し、噛みつかせる攻撃魔法。
猛毒弁舌（ポイズンアーギュメント）
アスタロトのレベル５魔法。
アスタロトの虚像が浮かび上がり、アスタロトが跨がるオオトカゲが真っ黒い泡を大量に放出する毒魔法。
当たるとがめまいのような症状が生じ、動きが鈍くなる。
破滅叫喚の蛇竜嘔吐（アポカリプスベノム）
アスタロトの魔法。
アスタロトの虚像が浮かび上がり、アスタロトが跨がるオオトカゲが赤黒い毒液を発射する攻撃魔法。
蹂躙の巨竜（トランピングドレイク）
アスタロトの魔法。
地面に地割れ、青い炎を纏うオオトカゲが召喚され、それに乗って移動できる移動魔法。
壬生アキラの場合、本人のイメージによってオオトカゲが巨大な装甲車に変化する。

#### ガミュギュン
死霊重装歩兵（ブラックティターン）
ガミュギュンのレベル５魔法。
ガミュギュンの声と共に地面から黒い霧が発生し、その霧が術者を包み、巨人に変身する強化魔法。
虚空輪転の死神の鎌（スピニングデスサイズ）
ガミュギュンの魔法。
術者の側に巨大な鎌が生成され、見えない手で振られたかのように相手を攻撃する近接攻撃魔法。
地獄の優駿（ギャロップレーサー）
ガミュギュンの魔法。
空間から赤い炎を纏う馬を召喚し、それに乗って移動できる移動魔法。
麻宮アンナの場合、本人のイメージによって馬が赤い大型バイクに変化する。

#### ハルファス
属性は火。フェニックスと対になる神魔で、フェニックスが炎による物理的破壊と肉体治療に秀でているのに対し、ハルファスは炎による精神攻撃と精神回復に秀でている。
暗黒の螺旋（ブラックバレット）
ハルファスのレベル１魔法。
黒い炎に包まれた羽を打ち出し、当たったものの精神にダメージを与える精神攻撃魔法。
侵略の産み子たち（バースフロムダーク）
ハルファスの魔法。
ハルファスの虚像が浮かび上がり、黒い羽を撒き散らし、それらが漆黒の騎士に変化し、戦闘する近接攻撃魔法。
火花散らしの囀り（ブラッドオンファイア）
ハルファスの魔法。
ハルファスがけたたましい鳴き声を響かせ、対象の精神を回復させ、強化する加護魔法。
強化された人は、魔法全般が強力になる。
目蓋塞ぐ漆黒の翼（アゴニングウィングス）
ハルファスのレベル５魔法。
長大な翼を生成し、相手の肉体と精神を同時に焼く。
終焉の一矢（インフェルノ）
ハルファスのレベル７魔法。
広げた両手から長大な黒い炎の柱が噴き上がり、それが弓矢となって、相手の精神を焼き尽くす。

#### アガレス
呆然時失（クロノスタッター）
アガレスの魔法。
敵の前に時計の虚像、針がゆっくり動き、敵の動きが遅くなる拘束魔法。

#### フォカロル
風津波（ノーザンウェーブ）
フォカロルのレベル１魔法。
フォカロルの虚像から冷気と津波を発生させる。

#### ゼフロンズ
執拗なる呼び声（スローイングカース）
ゼフロンズのレベル１魔法。
ゼフロンズの虚像から呪いの弾丸を発射する。
忘らるる魂の夜（サイレントナイト）
ゼフロンズの魔法。
周囲に墓場のような冷気を発生させ、生けるものの体温を奪い凍結させる大規模破壊魔法。

#### アロケル
獅子眼熱線（アイオブザファイアー）
アロケルのレベル１魔法
アロケルの虚像の両目から熱線を発射する攻撃魔法。
獅子王熱血拳（ライオンハート）
アロケルの魔法。
アロケルの分身を召喚し、戦わせる近接攻撃魔法。
アロケルの分身は拳に炎を宿して殴り付ける。

#### ヴァサーゴ
黄金の振り子矢（ゴールデンダウジングアロー）
ヴァサーゴのレベル１魔法
ヴァサーゴの虚像の黄金色のペンダントを矢のように発射する攻撃魔法。
ペンダントの矢は相手を追尾する。

#### 不明
溶岩流噴火（ボルカニックゲイザー）
絶対氷界（アイスエイジ）
最後の言葉（ラストワード）
土星の大鰐（クロノスクロコダイル）

### 日本神話

#### フツヌシノカミ
魔法に関するあらゆるものを断つ神剣の生成、古の剣士の召喚、神器の抜刀解魂を可能にする加護、更に使い手に応じて万物を断つ神剣となるなど、神器の生成・加護に特化した神魔。物理的な破壊力はあまり高くなく、対人戦闘に向いているが、対魔物戦闘などにはあまり向いていない。
剣鬼転生（けんきてんせい）
フツヌシノカミのレベル２魔法。
古の剣豪の虚像を召喚する魔法。
召喚する剣士の剣や道具なども再現される。
柳生 如雲斎（やぎゅう にょうんさい）
戸隠 大助（とがくれ だいすけ）
服部 武雄（はっとり たけお）
大石 進（おおいし すすむ）
男谷 信友（おたに のぶとも）
島田 虎之助（しまだ とらのすけ）
経津御霊（フツノミタマ）
フツヌシノカミのレベル３魔法。
術者の手に【経津御霊】を生成する神器生成魔法。
【経津御霊】
《経津御霊》によって生成される剣の神器。
魔力や封印を断つ能力がある。
魔力によりあらゆることが行われている現代において、それらを一方的に断つことのできるこの剣は、非常に強力な能力を持った神器とも言える。
ただし、強力な神魔の魔法は断つのに複数回斬る必要があり、また同一神話の主神であるアマテラスオオミカミとスサノオノミコトの魔法は断つことができない。
天羽火造の風鎚（あめのひづくりのかざつち）
フツヌシノカミのレベル４魔法。
術者の手から見えない衝撃波を発生させ、その後相手が爆炎に包まれる火属性と風属性の複合攻撃魔法。
タケミカヅチと合体したことで強化された。
天空抜刀蓮華砲（てんくうばっとうれんげほう）
フツヌシノカミのレベル５魔法。
術者の周りに様々な神器を生成し、一斉に「抜刀解魂」して放つ神器生成魔法。
タケミカヅチと合体したことで、神器の属性を自在にコントロールすることができるようになった。
剣鬼四方剣（けんきしほうけん）
フツヌシノカミのレベル６魔法。
術者の周囲に武の道を極めんとして果てた剣士の魂を集め、それらが巨大な亡霊の腕と刀となり、四本の巨大刀で攻撃的する近接攻撃魔法。
タケミカヅチと合体したことで、タケミカヅチ側の召喚魔法に統合され消えた模様。
経津主神（フツヌシノカミ）
フツヌシノカミのレベル１０魔法。
フツヌシノカミを完全召喚し、それを振るう。
使用者の剣の技量に応じて、斬れるものが増えていく。

#### タケミカヅチ
甕布都御魂（ミカフツノミタマ）
タケミカヅチのレベル６魔法。
術者の手に雷が落ち、【甕布都御魂】を生成する神器生成魔法。
【甕布都御魂】
《甕布都御魂》で生成される神器。
内反りの巨大刀で、黄金に輝いている。
圧倒的な物理的破壊力を秘めており、振り下ろすと落雷が落ちたような轟音と共に敵を破壊する。

#### 玉藻前
野の連火（ののれんが）
玉藻前のレベル１魔法。
辺り一面に青い火灯り、それらが火の玉となって攻撃する攻撃魔法。
風乗り飯綱（かぜのりいづな）
玉藻前の魔法。
玉藻前の虚像が浮かび上がり、術者の周囲に風が巻き起こり、風を泳いだり、踏みしめたりして風の中を自在に移動できる移動魔法。
気貫長虹（きかんちょうこう）
玉藻前の魔法。
軽い精神攻撃はまとめて回復できる精神回復魔法。
髑髏本尊反魂炎（どくろほんぞんはんごんえん）
玉藻前の高レベル魔法。
巨大な頭蓋骨の虚像が浮かび上がり、それが真っ黒な炎に変わり、標的を飲み込む。
呪いの炎であり、簡単には消えない。

#### アマテラスオオミカミ
三種の神器を顕現させ、それに応じた効果を発揮する、浄化・防御に特化した神魔。死者を生き返らせることもできる。契約者が日本神話の王として、三種の神器という強力な神器を使う前提で考えれば、攻撃方面は三種の神器で十分過ぎる程であり、足りない防御を補える防御特化の魔法構成は利にかなっていると言える。
八咫鏡（やたのかがみ）
アマテラスオオミカミの魔法。
術者の手に【八咫鏡】を生成する神器生成魔法。
【八咫鏡（やたのかがみ）】
《八咫鏡》で生成される神器。王の神器である三種の神器の劣化版。
陽華一閃（ようかいっせん）
鏡から光を発し、当たったものを浄化し、魔法や呪いを消し去る消去魔法。
天叢雲剣（あめのむらくも）
アマテラスオオミカミの魔法。
術者の手に【天叢雲剣】を生成する神器生成魔法。
【天叢雲剣（あめのむらくも）】
《天叢雲剣》で生成される神器。王の神器である三種の神器の劣化版。優美な白木の柄の日本刀。
白雲之鎧（しらくものよろい）
白い雲が発生し、対象の周りを渦巻く防御魔法。
八尺瓊勾玉（やさかにのまがたま）
アマテラスオオミカミの魔法。
術者の手に【八尺瓊勾玉】を生成する神器生成魔法。
【八尺瓊勾玉（やさかにのまがたま）】
《八尺瓊勾玉》で生成される神器。王の神器である三種の神器の劣化版。勾玉が連なった輪。
八門縛り（はちもんしばり）
対象を縛りあげる拘束魔法。

#### スサノオノミコト
出雲八重垣（いずもやえがき）
スサノオノミコトの魔法。
雲を生み出し、様々な効果を発する。
出雲八重垣・断界瀑布（だんかいばくふ）
雲が広がり、端の方で地面にたれて半球状のドームを作り、内部の人間を閉じ込める。
出雲八重垣・雲糸縛り（くもいとしばり）
雲から糸を足らし目印とする。
同一神話のフツヌシノカミの《経津御霊》では切ることができない。
出雲八重垣・水蒸鎧（すいじょうがい）
対象の周囲に水蒸気の雲の壁が八層生成される防御魔法。
《天羽々斬（アメノハバギリ）》
スサノオノミコトの魔法。
術者の手に【天羽々斬】を生成する神器生成魔法。
【天羽々斬（アメノハバギリ）】
《天羽々斬》で生成される神器。八支刀。蛇之麁正（オロチノアラマサ）。
一振りで魔力の斬撃を7つ生み出し、計8回攻撃できる。
スサノオが振るうと8つの暴風となり、大規模破壊攻撃となる。
風迅剣舞（ふうじんけんぶ）
スサノオノミコトの魔法。
風の力で加速させる強化魔法。
超力招来（ちょうりきしょうらい）
スサノオノミコトの魔法。
筋力を強化する強化魔法。
平定万雷（へいていばんらい）
スサノオノミコト高レベル魔法。
空に暗雲が生まれ、電荷と電荷を大量に含んだ雲同士がぶつかり、雷の雨を降らす大規模破壊魔法。
暴虐武神（スサノオ）
スサノオノミコトのレベル１０魔法。
術者にスサノオの剛力を宿す究極の強化魔法。

#### 天細女命
心乱天舞（しんらんてんぶ）
天細女命の魔法。
天細女命の虚像が浮かび上がり、同士討ちをさせる精神攻撃魔法。

#### 不明
鬼火百花繚乱（おにびひゃっかりょうらん）
雷神太鼓（らいじんだいこ）
凶ツ風鎌鼬（まがつかぜかまいたち）

### 北欧神話

#### ロキ
神器侵蝕（ウェポンインバイト）
ロキの魔法。
術者の手に武器の神器を生成する。
生み出す神器によっていくつかの効果がある。
【ブルートガング】
《神器侵蝕》によって生成される神器。
装飾豊な銀色の片手剣の神器。
香耶曰く、悪くない名剣だがポキッて折れるイメージしかない剣。
【神界両断剣（レーヴァテイン）】
《神器侵蝕》によって生成される神器。
相手を追尾する衝撃波を放つ。
【ミョルニル】
《神器侵蝕》によって生成される神器。
巨大な短柄のハンマー。別名、トールハンマー。
北欧神話最強の破壊力を持ち、打ちすえたものを根源粒子（プリマ・マテリア）にまで粉砕する。
神器侵蝕（アーマーインバイト）
ロキの魔法。
術者の身体に防具の神器を生成する。
【鷹の羽衣（フィアズルハム）】
《神器侵蝕》によって生成される神器。
空を飛ぶことのできる神器。
フレイヤの神器のはずだが、神話ではフレイヤは使わず、ロキが使っている。
炎獄侵蝕（ムスペルスヘイムインバイト）
ロキの魔法。
辺り一帯の空間を炎獄（ムスペルスヘイム）に変える大規模破壊魔法。
邪竜侵蝕（ドラゴンインバイト）
ロキの魔法。
飛竜を召喚する。

#### トール
強化魔法と神器生成に特化した魔法構成で、近接戦闘に秀でている。北欧神話における準主神にあたる神魔で、主神オーディンの契約者が死亡すると『王の権能』等を継承する。
紅き武神の瞳（ベルセルク）
トールのレベル１魔法。
術者の瞳が紅く染まり、身体能力と反射神経を強化する強化魔法。
渦巻く神威の帯（メギンギョルド）
トールのレベル２魔法。
術者に光が差し込み、筋力を超強化する強化魔法。
雷鳴剣（フロールジメギン）
トールの魔法。
術者の武器に稲妻が落ち、雷を宿した武器に変える加護魔法。
頭蓋を砕く音（ミョルニル）
トールの高レベル魔法。
トールの虚像と一体化し、術者の手に【ミョルニル】を形成する神器生成魔法。
【ミョルニル】
《頭蓋を砕く音》によって生成される神器。
巨大な短柄のハンマー。別名、トールハンマー。
北欧神話最強の破壊力を持ち、打ちすえたものを根源粒子（プリマ・マテリア）にまで粉砕する。

#### ホズル
殺戮者の勲（ストリーズフラーメ）
ホズルの魔法。
術者の武器が炎に包まれ、炎を宿した武器になる加護魔法。
三女神の勝利の帯（ノルンギョルド）
ホズルの魔法。
術者に掛けられた魔法を消し去る消去魔法。
他人に掛けられた魔法は消去できない。
宿り木の弓（ミストルティン）
ホズルの魔法。
術者の手に【宿り木の弓矢】を生成する神器生成魔法。
【宿り木の弓矢（ミストルティン）】
《宿り木の弓》によって生成される神器。
弓矢の神器。
あらゆる防御魔法を貫通する能力を持つ。
防衛魔力は貫通しない。
滅殺神剣（ミストルティンⅡ）
ホズルの魔法。
術者の手に【ミストルティンⅡ】を生成する神器生成魔法。
【ミストルティンⅡ】
《滅殺神剣》によって生成される神器。
巨大な剣の神器。
神すら呪い殺す即死の魔剣であり、あらゆる魔法を消し去る。

#### エーギル
波打つ海蛇（フルートシュラング）
エーギルのレベル１魔法。
天の輝く海（ヒミングレーヴァ）
エーギルの魔法。
大量の海水を召喚し操る。

#### ヘル
輝く災い（ブリーキングベル）
ヘルの魔法。
黒い魔力を垂らし、それが地面に広がり、その地で死んだ『名誉なき死者（自殺者）』を召喚し操る。
死者達と感覚を共有する。
疫病の風（プレイグペイン）
ヘルの魔法。
猛毒の風を起こす攻撃魔法。
生命刈り（グリムリーパー）
ヘルの魔法。
巨大な鎌を生成し攻撃する近接魔法。
具体的にどのような効果があるかは不明。
死神侵蝕（ヘルヘイム・ドライブ）
ヘルの魔法。
ヘルが死者の魂を乗っ取り、そこに空間転移する移動魔法。
人間を乗っ取り、実体化した神魔ヘルにしか使用できない。
死界風（ニヴルドリーヴァ）
ヘルの魔法。
死の冷風を圧縮して叩きつける大規模破壊魔法。

#### 世界蛇（ミッドガルズオルム）
蛇岩咬（イワークバイト）
世界蛇の魔法。
地面に手を付け、そこから無数の岩石が飛び上がり、岩の蛇となって噛みつく攻撃魔法。
土遁土畜生（ランドエスケープ）
世界蛇の魔法。
術者自体が巨大な蛇となって味方を飲み込み地中を移動する脱出・移動魔法。
地面を凍結されると地中に潜れなくなる。

### ギリシャ神話

#### プロメテウス
黒き鉄の時代の幕開け（ミトライエース）
プロメテウスのレベル１魔法。
術者の腕に身の丈ほどのガトリングガンを生成し連射する。
輝鋼の機動装甲（ゾイゼンホーフェル）
プロメテウスのレベル２魔法。
対象に巨大な装甲を生成する防衛魔法。
超電磁結界（コレダーフィールド）
プロメテウスのレベル３魔法。
術者の腕に巨大な武装籠手（ガントレット）を生成し、電撃の結界を作り出す。
電磁突撃槍（ブリッツクリーク）
プロメテウスのレベル４魔法。
術者の腕に巨大な電撃を帯びた突撃槍（ランス）を生成する。
深略兵装（ディープストライカー）
プロメテウスのレベル５魔法。
術者の肩から背中を覆う多機能大型推進システムを生成する。
推進システムは炎を噴いて飛行できる。
【索敵ユニット】
ゴーグル。視界の魔力が可視化される。
【武装ユニット】
推進システムの飛行突撃に耐えられるように術者の腕を補助するシステムアーム。
迎撃兵装（カスタムリベリオン）
プロメテウスのレベル６魔法。
四肢と背中に鋭角な装甲を生成する、装甲には小型スラスターが無数に内蔵されており、高速で自在に飛行する。
背信の浪漫砲（グスタフ・ドーラ）
プロメテウスのレベル８魔法。
胸部から前方に長さ数十メートル、太さ直径1メートルの巨大なカノン砲台と背中に反動推進システムを生成する。
カノン砲からは人間大の重さ数トンの榴弾が連射される。
文明の火（オリンピアフローガ）
プロメテウスのレベル１０魔法。
プロメテウスを完全召喚し、術者に最も相応しい『兵器』（神器）を生み出す。

#### ゼウス
白の神性開花（レウコース・メタモルフォシス）
巨大な優美な白鳥に変身する変身魔法。
水掻きの代わりに爪があり、捕まれると魔力を阻害する。
圧倒的な速度で飛行し、レベル６程度の飛行魔法では逃げられない。
嘴は男性を象徴しており、腹を貫かれた女性は妊娠する。
半人半鳥にもなれる。
複数の獣を合わせることもできる。
『鷲の眼（イーグルアイ）』を宿すこともでき、超広範囲を見通す。
黒の神性開花（メラフリノス・メタモルフォシス）
漆黒の巨大雄牛に変身する変身魔法。
突進であらゆるものを粉砕する。
複数の獣を合わせることもできる。
揺るがぬ雷霆（ケラウノス）
術者の手にゼウスの大いなる力の象徴を槍として投げつける。
その槍は『破壊』と『恵み』の神性を帯びており、『破壊の神性』を発現させれば超大な落雷となって超広範囲を破壊し、『恵みの神性』を発現させれば、雨雲を生み出し恵みの雨を降らし、周囲の空間と土地を浄化する。
光輝なるオリンピアの守護（キゼモニコス・アイギス）
術者の周りに光の膜や光の壁を生成し、あらゆる攻撃を防ぐ、絶対防御魔法。
あらゆる神話において並ぶものなき最硬の防御魔法。

### 中華道教

#### 妲己
大炮烙黒縄地獄（だいほうらくこくじょうじごく）
妲己の魔法。
術者の周りに10本の鋼鉄の柱が地面から回転しながら競り上がり、その柱から人間の髪の毛で編んだ縄が対象に伸びてき、拘束して焼き払う束縛攻撃魔法。
髪の毛の縄は呪われており、炎でも簡単には焼き斬れない。
大蟇盆想地獄（だいたいぼんそうじごく）
妲己の魔法。
術者の足元から真っ黒い影が出現し、辺り一面を覆い尽くし、その影から毒蛇や毒蠍などを召喚する大規模破壊魔法。
頭雉鶏精 胡喜媚（とうきけいせい こきび）
九つの頭を持った巨大な雉子を召喚する。
玉石琵琶精 王貴人（ぎょくせきびわせい おうきじん）
巨大な石琵琶を召喚し、音を響かせる。
効果が発揮される前に防がれたため効果は不明。

#### 女禍
敵の洗脳に加え、身体能力の超強化、70回まで魔力を蘇生させるという加護に特化した神魔でもなければ使えないような加護を与えた上、空間転移、地形操作、万物を上書きする光など固有魔法も強力過ぎる、主神級の神魔。
空陣転移（くうじんてんい）
女禍の魔法。
女禍の虚像を召喚し、その虚像が両手を伸ばし、手の中にある羅針盤が赤、青、黄、白、黒の五色の強烈な光を発し、空間転移する移動魔法。
空間転移という極めて強力な魔法であるが、低レベル魔法に分類されるため、緊急時にも即座に発動できる。
地烈陣（ちれつじん）
女禍の魔法。
術者の周囲の地面に亀裂が入り、岩盤が競り上がり、地形が起伏する。そして、競り上がる岩盤と降り注ぐ岩石、地層が左右にスライドし、相手を押し潰す大規模破壊魔法。
応龍招来（おうりゅうしょうらい）
女禍の魔法。
空に暗雲が発生し、そこから雷纏った巨大な龍を召喚する。
五色石（ごしょくせき）
女禍の魔法。
術者の手にあらゆる存在・世界を上書きする光を発する石を生成する攻撃魔法。
その光に当たると防衛魔力ごと書き換えられ、即死する。
光を触媒にするため、光を反射する魔法で防げる。

#### 関聖帝君
青龍偃月刀（せいりゅうえんげつとう）
関聖帝君の魔法。
術者の手に【青龍偃月刀】を生成する神器生成魔法。

#### 斉天大聖
如意金箍棒（にょいきんこぼう）
斉天大聖の魔法。
術者の手に【如意金箍棒】を生成する神器生成魔法。
【如意金箍棒（にょいきんこぼう）】
敵に向けるだけで超高速で伸び縮みして攻撃する。
法天象地（ほうてんしょうち）
斉天大聖の魔法。
様々なものに変化する。
三面六臂（さんめんろっぴ）
6本の腕、3つの顔を持った巨人に変化する。
【如意金箍棒】も三本に増える。
石猿変化（いしざるへんげ）
石の色と質感に変化し、自身を硬質化する防御魔法。
身外身の法
斉天大聖の魔法。
口から小さな分身を無数に吹き出し、それらが巨大化して、本人と見分けがつかなくなる。
全員が【筋斗雲】や【如意金箍棒】を携えている。
分身は一定以上のダメージを負うと光の粒となって消える。

#### 獏
妖惑夢（ようわくむ）
獏の魔法。
獏の虚像が浮かび上がり、敵の眠気を誘う精神攻撃魔法。
夢幻奏（むげんそう）
獏の魔法。
獏の虚像が浮かび上がり、サイケデリックな光と音を発生させ、魔獣を操る精神攻撃魔法。
魔獣を操っている間は、獏の他の召喚魔法が使えない。
他の神魔の召喚魔法は使用可能。

### 道教

#### 太公望
打診鞭（だしんべん）
太公望の魔法。
術者の手に【打神鞭】を生成する。
【打神鞭（だしんべん）】
《打神鞭》によって生成される神器。
魔力を乱す能力があり、振るうと広範囲で召喚魔法の発動や発動中の魔法を妨害する。
天数殺戒仙獣牙（てんすうさつかいせんじゅうが）
太公望の魔法。
無数の手足、無数の眼球、無数の牙と口を持った禍々しい獣を召喚し、攻撃する。
六甲陣（ろっこうじん）
太公望の魔法。
太公望の虚像が浮かび上がり、空から天佑のごとき光が射し込み、防御魔法を強化する強化魔法。

### スラヴ神話

#### スヴァローグ
天空神であり、電光石火を象徴するスラヴ神話の主神。秩序側でありながら、チェルノボーグの側面を持つ両面性の神魔。『王の権能』により、一切詠唱が要らない最速の神魔。
飛来する星屑（プリージェ・ズヴィズダー）
スヴァローグの魔法。
術者の魔力や挙動に何の前兆もなく、いきなり空から超高速で小型隕石が降り注ぐ。
創器の火（アゴーニ・コバリヨフ）
スヴァローグの魔法。
術者の手に銀色の炎が発生し、武具に変化する。
剣化（ミエーチ）
銀炎が肘から先を巨大な刃に変える。
鎧化（ベスペーヒ）
銀炎が自動で攻撃を防ぐ鎧兜になる。
悪戯者火精（ダマヴォーイ）
スヴァローグの魔法。
手の平から凄まじい熱量を圧縮した猛火が渦巻き、標的に焼き尽くす大規模破壊魔法。
撃ち抜く雷鳴（ラスカティ・グローマ）
スヴァローグの魔法。
手の平から先駆放電が放たれ、その道を強烈な稲妻が走る大規模破壊魔法。

#### チェルノボーグ
スラヴ神話の主神スヴァローグのもう一つの姿で効率破壊を象徴している。
起源の終焉（エル・デー・エス・ヌイ）
チェルノボーグの魔法。
周囲で根源粒子がキラキラと輝き異常な乱運動を始め、粒子ひとつひとつが火球となって膨れ上がり、火球が重なり太陽のごとく巨大な輝きとなる超大規模破壊魔法。要は核分裂による核爆発を引き起こす魔法。
威力も絶大だが、当然周囲には大量の放射能が放出され、防衛魔力のある人間は被爆しないが自然は放射能で汚染される。
規模に比して魔力消費が極めて小さい。

### アメリカンジャスティス神話

#### 闘神
アメリカ人の理想の強さが具現化したボクシングの神。ボクシングの動きをサポートする魔法が多い。
煙の闘神（スモークワーク）
闘神の魔法。
煙に変わり、単純な物理攻撃を透過する。
修羅竜巻旋風拳（デンプシーハリケーン）
闘神の魔法。
ボクシング特有の『ウィービング』と両腕を回すことで竜巻を起こす。

#### 偶像
音楽で世界をアメリカ色に染める一体感への幻想が具現化した神魔。大規模強化、変化、瞬間移動など多彩な魔法を使用する。
約束されし勝利の歌（ファイトソング）
偶像の魔法。
ギターとマイクを生成し、歌を歌うことで味方全体を強化する大規模強化魔法。

#### 開拓魂
アメリカ人の困難に屈せず前進する魂が具現化した神魔。
投縄の踊子（ローピング＆ジターバグ）
開拓魂の魔法。
生成した縄を投げ、相手を縛り、引っ張って駒のように回転させる。
死跳星（ゴーストスナイプ）
開拓魂の魔法。
白銀の二丁拳銃が生成され、撃ち出された七発の弾丸が空間移動して四方八方から襲い掛かる。
反応射撃（クイックイージス）
開拓魂の魔法。
敵の攻撃魔法を撃ち落とす防御魔法。
魔法によって人間の反射速度を超越した速度で迎撃し、狙った魔法に絶対に命中する。
荒野の外套（デスペラード）
開拓魂の魔法。
砂埃が巻き起こり、砂鉄を凝縮して黒いコートとなる物理防御魔法。

### クトゥルフ神話

#### ナイアーラトテップ
忘我の神託（サニティダウン）
ナイアーラトテップの魔法。
一時的に他者の感情を消し去る精神魔法。
発狂心音（サイコノイズ）
ナイアーラトテップの魔法。
不快な音を相手の精神に直接響かせ、詠唱を阻害する妨害魔法。

### ブードゥー神話

#### バロン・サムディ
混沌側の神魔であり、生成を司る。
侵蝕の黒（デッド・ライジング）
バロン・サムディの魔法。
黒い魔力によって奴隷を操る。
操られた奴隷は痛みを感じる。
黒死の魔炎（ザ・エヴィルレッド）
バロン・サムディの魔法。
黒い炎で焼く。
永遠の交差点（メサイアオブデッド）
バロン・サムディの魔法。
奴隷の魔力をかき集めて自身を強化する強化魔法。
奴隷の数によって効果が変化する。

### オリジナル・ワン
その神魔の全ての固有魔法を使いこなした上で更に術者自身の想いと神魔の想いを一つにして発動する、術者唯一無二固有の魔法。
輝く夜（ギャラクシー）
音無輝夜の固有魔法。
輝夜の周囲の空間を小さな宇宙に変え、百万度を超えるコロナガスの風『太陽風』、本来なら大気圏で吸収される高エネルギー放射線『宇宙線』、無数の『隕石』など宇宙の力を操って攻撃する。
凍てつく時の秘法（リーブステイシス）
リズリザ・ウェストウッドの固有魔法。
『変化』を凍結させ、時の彼方に保存する究極の回避魔法。
リズリザは成長や老化を14年間時の彼方に凍結させていた。
何かを時の彼方に飛ばしている間はその分の魔力は回復しない。そのため、リズリザは解除するまで魔力の量が年齢相応の少ないものになっていた。
敵の攻撃を先送りにすることもでき、その場合は解除後に対象者に苦痛としてかえってくる。
解除される時は強力な魔力光が右回りに回転する。

### 特殊な召喚魔法

#### 合体魔法
恐慌落月破（ムーンストライク）
グレモリーとマルコシアスの合体魔法。
巨大な白い月を生成し、墜落させる大規模破壊魔法。
グレモリーの契約者とマルコシアスの契約者の二人が心を一つにする必要があるが、威力は絶大。
別名、グレモリー姉さん大激怒ぷんぷん満月落とし。

## 神器
魔力が込められ神秘の力を秘めた物品。魔境で見つかることが多い。
一定以上神器に習熟すると「解魂」により、神器の真の力を引き出せ、長期間神器を使い込むとより力を引き出せる。
日本の刀剣の神器に関しては、習熟が不十分でもフツヌシノカミの加護により「抜刀解魂」が使用できる。
召喚魔法によって神器を生み出すこともある。
日本神話の三種の神器やアーサー王伝説のエクスカリバーなど、その神話の王しか使用できない強力で特別な神器もあり、王になるべき人間が一定の年齢に達するとその神話の支配領域の国家の国土の何処かに生成される。

### 日本

#### 三種の神器（日本神話）
【天叢雲剣（あめのむらくも）】
一樹の愛刀にして、日本神話の王の神器、三種の神器の一つ。
片刃で反りが入っている日本刀とは異なる両刃直剣の古代剣だが、振る度に猛烈にしなり、日本刀と同じ弧を描き、同等の切れ味を発揮するという日本刀と両刃直剣の利点を併せ持つ。そのため、一樹は扱い慣れた日本刀と同じように扱える。
「抜刀解魂」により様々な効果を発揮する。
草薙の剣（くさなぎのつるぎ）
抜刀解魂によって発動する魔法効果。
あらゆる魔法現象を斬り裂く。
都牟刈之太刀（つむがりのたち）
抜刀解魂によって発動する魔法効果。
あらゆる魔法現象を吸収し圧縮して刃に宿らせる。
【八咫之鏡（やたのかがみ）】
日本神話の王の神器、三種の神器の一つ。
青銅の鏡だったが、一樹に合わせて小さな鏡が宝石のようについたブレスレットに変化した。
「封鏡解魂」により様々な効果を発揮する。
水鏡の盾（みずかがみのたて）
封鏡解魂によって発動する魔法効果。
巨大化し、光を吸収する。
鏡に写った攻撃を自動的に防ぐ。
鏡面が汚れると封じられる。
陽火一閃（ようかいっせん）
封鏡解魂によって発動する魔法効果。
鏡から太陽そのものの光を放つ。
陽華一閃（ようかいっせん）
封鏡解魂によって発動する魔法効果。
鏡から光を発し、当たったものを浄化し、魔法や呪いを消し去る。
【八尺瓊勾玉（やさかにのまがたま）】
日本神話の王の神器、三種の神器の一つ。
「開緒解魂」により様々な効果を発揮する。
神渡の門（かみわたりのもん）
開緒解魂によって発動する魔法効果。
空中に浮き、巨大化し緒の内側が真っ黒な異空間となり対象を吸い込む。
異空間には自在に出入りでき、異空間内の魔力を外から感知できないが、逆に異空間内からも外の魔力は感知できない。
使用者の魔法的知覚範囲にしか効果はない。

#### ソロモン72柱の神器
【黒猫道影（くろねこみちがげ）】
ベレスが鼎の愛刀【道影】に宿り神器となったもの。9巻で登場した。
無数の聖痕が浮かぶ小刀。
「抜刀解魂」によって『神器礼装（じんきれいそう）』を発現する。
黒衣夢想（こくいむそう）
抜刀解魂によって生成される神器礼装。
神器礼装『求道者の衣』により、真髄の動きに近ければ近いほど加護により強大な威力を剣に与え、その動きから遠ければそれだけ力を奪う。
簡単に言えば《林崎流夢想剣之弐・神域》に近いほど威力が上がる。

#### その他の日本の神器
【雷切（らいきり）】
2巻で登場し、一樹が最初に手にした神器。
雷属性魔法を無効化する能力を持つ。
白木の柄と鞘の日本刀。
「抜刀解魂」による開放時の能力は不明。
【村雨（むらさめ）】
疋田琥珀の持つ七本の神器の一本。
「抜刀解魂」により水属性の能力を発揮する。
霧雨白夜（きりさめびゃくや）
抜刀解魂によって発動する魔法効果。
刀から霧を発生させる。
斬雨乱舞（きりさめらんぶ）
抜刀解魂によって発動する魔法効果。
刀身から霧を発生させ、それを凍結させて無数の氷の刃を生み出す。
【信国（のぶくに）】
柊が持つ神器。
「抜刀解魂」により、火属性の能力を発揮する。
神奈火の太刀（かんなびのたち）
抜刀解魂によって発動する魔法効果。
刀身が炎に包まれる。
【助広（すけひろ）】
神楽が持つ神器。
「抜刀解魂」により、水属性の能力を発揮する。
濤瀾刃（とうらんじん）
抜刀解魂によって発動する魔法効果。
剣先から白い水流（ウォータージェット）が放出される。
【同田貫（どうたぬき）】
疋田琥珀の持つ七本の神器の一本。
「抜刀解魂」により、風属性の能力を発揮する。
天嵐鎌鼬（てんらんかまいたち）
抜刀解魂によって発動する魔法効果。
刀身から鋭い風の刃を放つ。
【太郎太刀（たろうだち）】
疋田琥珀の持つ七本の神器の一本。大太刀。
「抜刀解魂」により、巨大化する。
阿修羅両断（あしゅらりょうだん）
抜刀解魂によって発動する魔法効果。
大太刀が数十倍に巨大化する。
【三日月宗近（みかづきむねちか）】
疋田琥珀の持つ七本の神器の一本。
「抜刀解魂」により因果逆転の斬撃を放つ能力を持つ。
月影の太刀（つきかげのたち）
抜刀解魂によって発動する魔法効果。
因果逆転により、刀を振る必要すらなく斬撃を放てる。
振らなくても斬撃を放てるだけなので、読まれると避けられるし、相手を見失うと当てられない。
【村正（むらまさ）】
7巻で移香斎が使った日本刀の神器。
「抜刀解魂」によって実体を失う。
朧の村正（おぼろのむらまさ）
抜刀解魂によって発動する魔法効果。
物理攻撃を透過するようになる。
【虎徹（こてつ）】
7巻で移香斎が使った日本刀の神器。
「抜刀解魂」によって虎を召喚する。
獅子虎図屏風（ししこずびょうぶ）
抜刀解魂によって発動する魔法効果。
虎が出現し襲い掛かる。
【長光（ながみつ）】
光を発する能力を持つ。
「抜刀解魂」による開放時の能力は不明。

### ドイツの神器
【スヴェル】
ベアトリクスが持つ盾の神器。
炎に対して絶対的な防御力を持つ。

### 中国の神器
【闇猿（やみざる）】
7巻でカオリが使った鉤爪の神器。
「抜爪解魂」によって呪いの力を発揮する。
怨明魔脱（おんみょうまだつ）
抜爪解魂によって発動する魔法効果。
暫くの間、防衛魔力の傷を埋めさせず残す。
これにより、もう一度同じ箇所を攻撃されると防衛魔力を貫通し、下の肉体を斬り裂かれることになる。要は、神器を使った簡易版《林崎流夢想剣之壱・重ね》
【流星錘（りゅうせいすい）】
7巻でカオリが使った鎖分銅の神器。
「抜投解魂」によってものを拘束する能力を持つ。
飛龍縛鎖（ひりゅうばくさ）
抜投解魂によって発動する魔法効果。
巨大化し、対象を縛る。
【陰陽太極図（おんみょうたいきょくず）】
8巻で尚香が使った黄色い紙の神器。
「神眼解魂」により、広範囲の魔力を察知できる。
天地自然之図（てんちしぜんのず）
神眼解魂によって発動する魔法効果。
知覚力を超強化し、魔力反応を最大直径50キロメートル、1時間まで遡ることができる。
消費魔力量が桁違いで、範囲が広すぎて脳に負担がかかる。

### イギリスの神器
【エクスカリバー】
アーサーの神器。
ステッキが仮の姿。
鞘に収まる黄金の優美な騎士剣。銀色の閃光が発生。

### イタリアの神器
【天破の翼槍（フテラロンヒ）】
レジーナの持つ『翼の生えた槍』の神器。
投げると最速で飛び、標的をどこまでも追尾する
矛先から大いなる嵐を巻き起こす。

## 作中用語

### 魔法関連
通常魔法
魔法の力に目覚めた人類は、科学では説明できない超能力的な現象を発動させることができるようになった。自分の魔力を使って現実を変容させる魔法を通常魔法と呼び、召喚魔法と区別している。通常魔法は、《念動魔法（サイコキネシス）》、《念燃魔法（パイロキネシス）》、《身体力強化魔法（エンチャント・オーラ）》、《知覚力強化魔法（エクストラ・センス）》、《精神感応魔法（テレパシー）》の五系統に分類される。魔法の使用時は、青い魔力光が発生する。
人間の魔力は20代をピークに衰えていく。そのため高齢者はほとんど魔法を使うことはできない。後述する騎士団も、魔法を使って前線で活躍できる現役期間は非常に短く、人員の入れ替わりが激しい面がある。
魔法は無意識にも発動しており、こうありたいと願う心が魔法によって自身の肉体に影響し、理想の容姿へと変えていくことがある。魔法のエリートである聖痕魔法使いに美少女が多いのは偶然ではない。
若者の大半が魔法使いに目覚めてから、「強い想いのこもった行為」に無意識に魔力が発動し、避妊の壁が破壊されて望まぬ妊娠に至る事故が多発したため、旧時代のころよりも、女性は貞節を重んじるようになった。一樹や周囲の女の子たちも、一線は越えないよう自制していた。
念動魔法（サイコキネシス）
魔力によって物理エネルギーを生み出し、物を動かす。
応用方法として、炎で身を包む魔法を操作して炎を武器に集中させて攻撃力を上げたり、酸素を集めて炎の魔法の威力を上げたりできる。
念燃魔法（パイロキネシス）
魔力で分子の振動を操作し、加熱や冷却を行う。
氷の温度を下げて硬度を高めるといった活用方法もある。
身体力強化魔法（エンチャント・オーラ）
魔力を活性化させ、身体能力を強化する。これにより、筋肉量や体格を無視した漫画のような動きや筋力を発揮できる。
主に剣士が得意とする。
召喚魔法の身体能力強化魔法には遠く及ばない。
知覚力強化魔法（エクストラ・センス）
五感を強化し、魔力の流れや物質の構成などを把握する。
林崎流を始め、一部の古流剣術流派では、「見る力」の延長として、これを鍛え上げることで、召喚魔法との戦闘を可能とした。
極限まで高めることで、目が纏う魔力が黄金に輝く。
精神感応魔法（テレパシー）
魔力を通じて「歪界（アストルム）」にアクセスし、他者の感情を感じ取る。
この魔法が上達すれば、より強く神魔を感じ取れ、召喚魔法の詠唱速度が上昇する。
戦闘に特化した形で極限まで高めることで、相手のイメージを読み取ることが可能となり、イメージが重要な召喚魔法の軌道や範囲、効果を一瞬速く読み取ることができる。これにより、憑依詠唱による高速召喚魔法やロシアの王イリヤエリア・ムーロメツの「最速の魔法」にも対応できる。この領域に至ったのは、林崎一樹とドイツの王ロスヴィータ・レーゼドラマのみ。
抵抗（レジスト）
通常魔法を応用し、相手の攻撃に対して、《念動魔法》で物理攻撃を相殺したり、《念燃魔法》で熱や冷気のエネルギーを打ち消したり、《精神感応魔法》で「歪界（アストルム）」からの接続を遮断することで精神攻撃魔法を防いだりして、防衛魔力へのダメージを軽減する技術。
通常魔法はわりとイメージ優先で融通がきくが、イメージしにくいもの、たとえば電撃への抵抗は対処しにくい。
高度なレベルになると、攻撃魔法を分解して無効化する域にまで達する。ここまで至っているのはイタリアの王レジーナ・オリンピア・フォルナーラと塚原一羽のみ。
錬金術（れんきんじゅつ）
《知覚力強化魔法》で、物質の根源粒子（プリマ・マテリア）を認識し、《念動魔法》によってその構造を変化させ、新素材を生み出す。
物理法則を無視したエネルギーの利用法が登場し、日本の科学技術文明は前進した。他国との国交が無くなり、輸入物資が途絶えても、食糧、電力などにおいて国民全体に豊かさを提供できる余裕が生まれている。
いっぽう高度な機械文明を否定する教義の神話を国教とする魔法先進国では科学技術が退行し、食糧問題が表面化している。
念写魔法（ソートグラフィー）
《精神感応魔法》の応用で、立体映像情報の光を見る人の精神に伝達させる。
これを利用した錬金技術のカメラ『魔光幻灯機（ファンタズマゴリア）』は一般家庭に普及している。
共影魔法（シンパシーグラフィー）
《精神感応魔法》の応用で、映像に自身のイメージする感情をのせて、観る人に伝達する。
これを利用した錬金技術の映画カメラ『投影映写機（サイコプロジェクション）』によって映画を放映している。
防衛魔力
魔力に目覚めた人間は、防衛魔力という不可視の鎧に守られており、身体を害するような物理的な外的要因に対して自動的にバリアが張られるようになっている。このため刃物や銃弾などの通常兵器で人を傷つけることは不可能であり、高所からの落下や交通事故によっても怪我ひとつ負わない。
これと治療魔法による高速且つ万能の治療が普及したため、世界全体で医療レベルの低下が発生した（日本とアメリカ以外は機械文明そのものを捨てている）。
この防衛魔力を破れるのは、魔法による攻撃（魔力を乗せた剣による攻撃も含む）のみである。魔法による攻撃を受けると、防衛魔力は青い魔力光を散らしながら削られていき、魔力＝精神力が尽きると消えてしまう。ただし、召喚魔法に比べ、斬撃や打撃などの魔力を込めただけの攻撃は、防衛魔力を削り難く、決定力に致命的に欠けることとなり、通常魔法の《身体力強化魔法》よりも召喚魔法にいる身体能力強化の方が遥かに強力なことも相まって、召喚魔法の使い手との差が歴然なものとなった。特に、本来剣や刀が持っていた一撃で相手を殺す能力すらも、高位の召喚魔法に奪われてしまっている。
防衛魔力が破られて、致命的な攻撃を受けそうになると、無意識に歪界から大量の魔力を引き出して身を守る力が働くが、この際、歪界に精神が入り込んだまま戻って来れなくなり、長時間の昏睡状態になる。これを魔力酔いと呼ぶ。魔力を引き出しても防ぎ切れない場合は肉体が損傷し、場合によっては死に至る。
また、防衛魔力は強力な攻撃を受けるとその部分に損傷が入り、即座に周りの魔力がその部分を埋める。そのため、魔力で埋まるまでの一瞬の間に正確にその部分を攻撃すると下の肉体に直接攻撃を受けることになる。しかし、打撃等の面攻撃では防衛魔力の隙間を作ることは難しく、刃物による攻撃が主な手段になるが、そうなると損傷の範囲が狭すぎてそこを狙って攻撃することなどできない。
召喚魔法
召喚魔法は通常魔法よりもはるかに魔力のエネルギー変換効率、いわゆる燃費が良く、効果が圧倒的に高い。
神魔はレベル1からレベル10までの十種の固有魔法を持っており、契約者は聖痕魔法使いとして成長し、神魔との波長をより合わせていくことで、レベル1から順に修得していく。特に神魔との相性がよい契約者は、独自のオリジナル・ワンとなる魔法を授かることもある。
召喚魔法は歪界接続（アクセス）、現象要請（オーダー）、座標指定（ターゲッティング）、発動（キャスト）の四工程に分かれており、要は精神感応で神魔と会話し、その固有魔法の設計図を教えてもらい、使用者の魔力で現実に神魔の固有魔法を発動させるという手順になる。
召喚魔法の工程を簡略化した「呪文」は神魔が授けてくれるもので、魔法使いが使おうと思った時に、自然と頭に浮かぶようになっている。
朗々たる詩的な文章の呪文だが、別に必ずしも口に出して唱える必要は無い。詠唱とはつまり神魔との精神感応なので、精神感応魔法が得意なら、より短い時間で集中して詠唱を完了することができる。また、同じ魔法を使う場合でも、聖痕魔法使いの魔力の大きさによって威力にも差が出る。
謎痕（エニグマ）
ソロモン72柱の神魔が、日本国民の中から魔力や相性を鑑みて、力を貸すに相応しいと認めた14歳の女子に与える紋様。魔力は生まれつき男より女のほうが高いので、謎痕は女子のみに与えられる。ソロモン72柱の神魔は、日本政府の呼びかけに応じ、1年間に114人に謎痕を与えると決めている。日本政府はその全員を囲い込み、軍事力として有効に活用できるよう、謎痕が発現した者に、国立騎士学院への入学を義務付けている。拒否権は無い。
騎士学院に入学後、謎痕を与えた神魔との契約に成功すると、謎痕は聖痕（スティグマ）へと変化し、神魔の力を召喚魔法で行使することができるようになる。召喚魔法の使い手は、聖痕魔法使い（マギカ・スティグマ）と呼ばれ、騎士団の一員としてさまざまな任務につくことになる。
ソロモン72柱の神魔は、神魔1体につき契約者1人ではなく、複数人と同時に契約を結ぶことができる。
この仕組みを取り入れているのは、魔法先進国と呼ばれる7カ国のうちでは日本だけである。15年前、魔法が世に生まれたばかりの頃、悪意を持つ神魔が人間に憑依して暴れ、東京を壊滅させるなどの混乱をもたらした。そんな窮地に陥っていた日本に力を貸そうと接触してきたのがソロモン72柱の神魔だった。ソロモン72柱と契約した「最初の騎士たち」によって事態は鎮圧され、日本政府はソロモン72柱のみを味方として信頼し、その力を効率よく管理するために、騎士団と騎士学院の制度を整備した。そのような背景から、日本ではソロモン72柱以外の神魔との契約は禁止されており、違反者は違法魔法使いとして取り締まられていた。5巻以降はソロモン王の攻略対象に含まれる契約魔法使いは例外となり、6巻でアマテラスがレメゲトンに協力を約束したため、倭国側の神魔も例外となった。
神魔（ディーヴァ）
人類の深層心理の奥底にある「心の門（ゲート・イド）」を超えた先には、非物質的な異世界「歪界（アストルム）」が存在しており、すべての人類は歪界を通じてつながっている。歪界は膨大な魔力で満ちており、その中には「人格を持った意識体」が潜んでいた。それは人類が語り継いできた神話や伝承に登場する神や悪魔と同じ姿、名前を持っており、神魔（ディーヴァ）と呼称されることになった。
歪界には神話領域（テリトリー）という神魔たちの縄張りがあり、異なる神話に属する神魔同士は基本的に不干渉だが、友誼を結んだ神魔が例外的に神話領域を超えることもある。
通常、神魔は契約者とその民に属する神話への信仰を強制するが、ソロモン72柱の神魔は、契約者に特段神話への信仰を求めることがない。そのため、日本は民主主義国家を維持することができた。
魔導礼装（デコルテ・オブリージュ）
神魔が契約者に授ける戦闘衣。神魔の姿や特徴が反映されたデザインで、その契約者として相応しい威容に飾り立てるものとなる。どういうわけか露出度が高いものが多い。魔導礼装を展開する際、身に着けていたものは溶けるように分解され、根源粒子が組み替えられて魔導礼装の形に再構成される。魔導礼装を解除すると、また元の服装に戻る。
魔導礼装には、契約神魔との精神感応をしやすくする補助効果がある。魔導礼装の姿でなくても召喚魔法は行使できるが、それは「略式詠唱」となり、魔力効率が低下してしまうため、十分な性能を発揮することができない。
憑依召喚（ドライブ）
正式な契約を経ずに、肉体に直接神魔を呼び込む契約法。違法魔法使いの大半がこれ。歪界接続から始まる召喚魔法本来の手続きが必要ないため、より短い詠唱時間と少ない魔力で効率よく神魔の力を行使できる。ただしやがて契約者の精神が神魔に侵蝕されて狂い、最後には神魔に肉体を乗っ取られてしまう。
ロッテとプロメテウスの関係も実は憑依召喚だが、プロメテウスが宿主の人格を消滅させたくなかったことと、ロッテが高度な精神感応能力を持つために、両者は綺麗に分かれており混ざっていないため、ロッテの人格は侵蝕されていない。召喚魔法を高速で詠唱できる恩恵のみを得ている。
悪性怪異（キャンサー）
歪界から現実世界へ漏れ出した魔力が、神話や伝承に登場する魔物や怪物、妖怪の姿を取って現体する現象。それらは魔獣と呼ばれる。魔獣は本能的に人間を襲う行動を取るほか、現実世界に存在しているだけで周囲の環境を悪い魔力で汚染し、魔境へと変化させてしまう。魔境は魔獣を倒せば元に戻るが、放置していると拡大したり、新たな魔獣が生み出されたりする。
魔境ではときおり、魔力が込められ神秘の力を秘めた物品が発見される。これは神器と呼ばれ、神話や伝承に登場する伝説の武器そのものだったりする。
神器
魔力が込められ神秘の力を秘めた物品。魔境で見つかることが多い。
日本では元々神器の所持、所有を禁じており、騎士団が回収、政府が管理してきた。5巻以降は、騎士団の許可があれば神器の所持は可能となったが、現役騎士が優先された。
一定以上神器に習熟すると「解魂」により、神器の真の力を引き出せ、長期間神器を使い込むとより力を引き出せる。
召喚魔法によって神器を生み出すこともある。
日本神話の三種の神器やアーサー王伝説のエクスカリバーなど、その神話の王しか使用できない強力で特別な神器もあり、王になるべき人間が一定の年齢に達するとその神話の支配領域の国家の国土の何処かに生成される。
根源粒子（プリマ・マテリア）
原子、電子よりも更に小さな世界の物質の根源となっている粒子。
《知覚力強化魔法》によって認識できるようになった。
錬金硬鋼（アダマンタイト）
《錬金術》で造り出される最硬の金属。科学と魔法の融合した文明である日本独自の金属。
非常に高度な魔法技術が必要となるが、根源粒子（プリマ・マテリア）の結合を魔法的に強化（エンチャント）することで、科学ではあり得ない硬度を誇る。
単純な一枚板の形でしか生成できず、しかも超重量のため、使い道に乏しいとされており、富士山の魔境の防壁や国の機密を納めた建造物に使われていたりする。
8巻ではブレスレットにし、GPSを組み込むなど技術も進歩している。
破壊には魔法的加護（エンチャント）破壊と物理的破壊を両立させた神器や召喚魔法が必要となる。
日本では、ソロモン72柱の召喚魔法には、魔法破壊と物理破壊を両立させた魔法がなく、神器も全面禁止されていたため、召喚魔法でも破壊できない最強金属だと思われていた。
実際には日本神話のフツヌシノカミの最終魔法を始め、いくつも破壊手段があり、また『王』であれば単純な召喚魔法の威力だけで30秒程度で破壊できる。
『寵姫魔法使い』
ソロモン72柱は一柱が複数人の聖痕魔法使いを生み出しているが、ソロモン王に対して好感度150以上の寵姫に全ての力を集約し、神魔の魔力を貸し与えられることでの召喚魔法の効果が大幅に増加し、詠唱速度が上昇する。また、魔導礼装も変化する。
寵姫一人に力を集約するため、寵姫魔法使いとして覚醒中は、同一神魔と契約している聖痕魔法使いは召喚魔法を使えなくなる。

### 神話関連
神魔たちの集団であり、人間の信仰が元となっている。主神との契約者が王（ヴァシレウス）となり、他の神魔の契約者を率いる。
神話のアイデンティティーが属する神魔の強さに直結するため、人間に信仰を要求することが多い。
大抵の神魔は秩序側（コスモスサイド）と混沌側（カオスサイド）に分かれており、秩序側が力を持つことが多く、混沌側はその神話における敵対者とされる。
ソロモン72柱
日本を拠点とする神話。主神はレメゲトン。
イスラエルの王を助けたという神話に定められた存在目的があり、人々に知恵を授け、その国を繁栄させること、そして王を育てることが存在意義だとレメゲトンが表明している。
他の神話から“悪魔”として排除された神魔がレメゲトンの元に集まって生まれた神話であり、他の神話からも敵対者とされ、それに対抗するという強烈なアイデンティティーを持っているため、一切の信仰を要求することなく、強力な神話として確立している。
特殊な状況によって集まった神魔の集合のため、厳密には秩序側とも混沌側とも異なる枠組みに入る。
日本に対しては、契約可能な者が14歳になると謎痕を与え、契約が完了すると聖痕魔法使いとなる。
他の神話の神魔とは異なり、一柱の神魔が複数の契約者を作るため、一人一人の力は分散してしまう。
神魔の好みで契約者を選ぶため、契約者の人数に偏りが生じ、ベレスは一人も契約者を選んではいなかった。
長らく教義が存在していないとされてきたが、14巻で一樹によって教義と信仰が断言される。それは「人間と神魔を対等な存在に変え、友達になる」というもの。
日本神話
日本を拠点とする神話。主神はアマテラスオオミカミとスサノオノミコト。
アマテラスオオミカミの契約者『倭国王』とスサノオノミコトの契約者『出雲王』が戦い、勝利した方が王の神器である三種の神器と王の権能を使うことができる。
契約者を巫女と呼ぶ。
アマテラスオオミカミを中心とした倭国側の神魔が、特に信仰を求めなかったため、非常に弱小の神話となり、スサノオノミコトを中心とした出雲側の神魔はそれに反発して離反したことで、更に弱体化。
それに対し、アマテラスオオミカミは『倭国王』を立てないことで、スサノオノミコトと『出雲王』がいくら頑張っても力を持てないようにしていた。
最終的にレメゲトンの下に入り、ソロモン72柱に吸収合併されることで力を取り戻したが、スサノオノミコトは完全に孤立することとなった。
一応、倭国側が秩序、出雲側が混沌とされるが、日本神話における敵対者とは荒ぶる神のことであるため、倭国側の神魔であっても荒神となると暴れだすが、逆に穏やかな時は出雲側の神魔であっても破壊を求めたりしない。
北欧神話
ドイツを拠点とする神話。主神はオーディン。
神話大戦（ラグナロク）で戦うことを教義とし、世界の終わりを前提とした絶望から逃れるために戦いを求める。
ケルト神話
イギリスを拠点とする複合神話。主神はアーサー・ペンドラゴン。
ケルト神話と「アーサー王と円卓の騎士」「ロビンフッド」の三種類の信仰が混じりあって成立した。
王の神器としてエクスカリバーを生み出した。
非常にアイデンティティーが弱く、神話としては弱小の部類に入る。それを補うために、聖痕魔法使い自身が名前や在り方を契約神魔に近付けて英雄とすることで、信仰対象を身近な存在にし、より信仰を集めやすいようにした。
それに加え、世界最初に魔法使いが誕生した地として国民全体として高い魔力水準、『誓約（ゲッシュ）』を細かく何度も繰り返して円卓の騎士全体の力を増強し、神話全体として搦め手や精神攻撃魔法に対して一切の抵抗を棄て、直接戦闘に特化させることで他の神話と同等以上の力を得た。
神話全体として精神攻撃魔法に異常に弱いという欠点がある。
ギリシャ神話
イタリアを拠点とする神話。主神はゼウス。
非常に強力な神話で、神話単独の力だけで言えば全盛期の旧三大神話に次ぐ。
中華道教
中華道国を拠点とする神話。主神は天命の龍（中華思想において、世界の全てを統べることを運命付けられたとされる龍）。
道教の教えではなく、中国を世界の中心とする中華思想が逆に道教の神魔の思想を乗っ取り完成した。
道教の神魔の中にはそれに従わず、本来の道教に戻ろうと抜ける神魔もいた。
本来の神話の在り方から外れているため、弱くなりそうだが、圧倒的な人数と洗脳教育による中華思想の思い込みによって強力な神話として確立した。
スラヴ神話
ロシアを拠点とする神話。主神はスヴァローグ。
古くからスラヴ民族に親しまれてきた神話であったが、キリスト教（ロシア正教）に迫害された歴史を持つ。
善悪二元論が誕生する以前の神話であり、全ての神魔が秩序と混沌の両側面を持ちあわせている。度重なる弾圧と迫害で本来の教義が薄れていき、現在は複雑な教義や思想を持たず、他の神話に復讐するためのみに存在する。
神魔が教義を持たないため、契約者への負担が最小限であるが、契約者に感情を棄てさせ、透明な魂になることを求める。これにより、契約者全体がより大きな魔力と素早い詠唱を得ることができる。
アメリカンジャスティス神話
アメリカを拠点とする神話。主神は超越者（スーパー・ワン）。
アメリカこそが世界のリーダーであるという愛国心、自由と繁栄を愛する思想が、アメリカが誇る文化を神魔に変えて成立した神話。
非常に弱く、神話の力が富に比例するという制約の元、他の神話に劣らぬ力を手に入れたが、逆に富を求める絶対的資本主義に支配されることとなってしまい、重税に苦しむ弱者と贅沢をする一部の強者に分かれ、弱者は奴隷として人体実験や強制労働させられるなどしていた。
クトゥルフ神話
インディアン神話
南アメリカを拠点とする神話。主神はグレートスピリット。
自然のままに生きることを教義とし、私財と文明を棄てさせる。徹底した強者生存により弱者は殺され、グレートスピリットと一体になる名誉とされる。
しかし、実際には人間の欲望を完全に棄てさせることなどできず、裏では弱者を奴隷として売買し、密かに私財を蓄えることが横行していた。
その本質は強者の支配を恐れ、そこから逃れるためにグレートスピリットと一つになることを求める。
ブードゥー神話
アメリカを拠点とする神話。主神はダムバラー・ウェドと思われる。
中央アメリカのハイチに連行されたアフリカ奴隷達の生み出した神話。
作中では混沌側のバロン・サムディしか登場していない。
旧三大神話
キリスト教、イスラム教、仏教のことであり、前回の神話大戦において残った神話。主神はルシフェル。
前回の神話大戦では十の神話が争い、七つが脱落し、残った三つは泥沼の戦いになり、究極幻想を分け合うことにしたが、絶対神が三柱という状況に逆に力を失うこととなった。
そこに神話大戦から逃げ延び参加していなかった唯一の神魔であるルシファーが現れ、三大神話を掌握してしまった。

### 武術流派関連
林崎流剣術
一樹と鼎が修めている古流剣術。通常魔法による《身体力強化魔法》と《知覚力強化魔法》により、より洗練された動きと先読み、受け流しを基本とする高度な剣術を実現している。
相手を「視る」ことを重視し、動きや気配、殺気や魔力の流れを読みきることで、「攻撃が来る前に回避を終える」という見切りの極意を可能とする。
一樹はその先読み能力の高さから「魔眼鬼人（サイクロプス）」、鼎はその速さから「風神子猫（ストームキャット）」という異名で呼ばれていた。
対聖痕魔法使いを想定されて練り上げられ、最終的には人間の技で神を倒すことを目標に昇華された剣は、林崎流夢想剣という理想を生み、それは一樹と鼎によって実現されることになる。
14巻の林崎一樹と愛洲移香斎との最強の剣士対決でも最終的にはどちらも林崎流夢想剣を使っており、完全に修めることができれば、紛れもない世界最強の流派。
即位付け（そくいつけ）
古流剣術の技。
自分の剣と相手の剣が触れた瞬間に相手の力を受け流し、相手の体勢を崩す技。
臨戦の気（りんせんのき）
林崎流剣術の技の一つ。
相手の攻撃的な魔力に反応するように自身の無意識に刷り込み、一種のトランス状態になる。
この技を使用中は、例え寝ていても意識は半分覚醒しており、一切の不意打ちを無効にする。
林崎流夢想剣之壱・重ね（はやしざきりゅうむそうけんのいち・かさね）
林崎一樹が実現した技。使い手は一樹とそれを真似た移香斎のみ。
防衛魔力により、剣の攻撃が効き難くなったのであれば、防衛魔力を貫通して下の肉体を攻撃すれば良いという発想から生まれた技。
速さと鋭さに特化した一の太刀により防衛魔力に傷を作り、速さと正確さに特化した二の太刀により、その傷が防衛魔力によって埋められるまでの刹那の間に、その傷へ向けて正確に斬撃を放ち、肉体を直接攻撃する。
一の太刀で相手の防衛魔力を確実に穿つ鋭さ、防衛魔力の傷が埋まる前に二の太刀を撃ち込む速さ、防衛魔力の傷に寸分のズレもなく二の太刀を撃ち込む正確さ、これ三つを兼ね備える必要があり、実現不可能の夢想とされてきた。
林崎流夢想剣之弐・神域（はやしざきりゅうむそうけんのに・しんいき）
林崎鼎が実現した技。使い手は鼎と一樹、一樹を真似た移香斎のみ。
詠唱中の相手に対し、詠唱の最も要となる瞬間にピンポイントで鋭さを極め尽くした一撃を放ち、それによって生じる防衛魔力の波紋により詠唱を破壊する。
相手の詠唱による魔力渦を完全に読み切った究極のタイミングで、自分の筋肉、骨格、身体力強化魔法などに合わせた完璧な斬撃を放つ必要があるため実現不可能の夢想とされてきた。
林崎流夢想剣之参・乱し（はやしざきりゅうむそうけんのさん・みだし）
林崎一樹が実現した技。使い手は一樹とそれを真似た移香斎のみ。
召喚魔法の魔力に流れを見いだし、召喚魔法を受け流す。
これを使用すれば空間そのものに作用したり、広範囲に効果を及ぼす高位の召喚魔法以外は全て受け流せるようになる。単純な力学を越えた魔力を力として捉えるという困難から実現不可能の夢想とされてきた。
中国拳法
中国で数千年の歴史を持つ徒手空拳武術。
大地を蹴ることで生まれる反動を利用した『発勁』を使う。
防衛魔力によって武器による攻撃が致命傷になりえなくなったことで、武器使い相手にもより大胆に踏み込むことができるようになった。また、《身体力強化魔法》だけでなく《念動魔法》も組み込むことで、対聖痕魔法使い用の武術として進化を遂げた。
林崎流と同様、防衛魔力を貫通する技を持ち、それを体系化している。
震脚（しんきゃく）
地面を強く蹴り、そこで生じる反動エネルギーを攻撃や移動に利用する中国拳法の基本動作。
《身体力強化魔法》が加わったことで、より大きな反動エネルギーを得られ、そのエネルギーを《念動魔法》でコントロールすることで、ロスを減らし、様々な動きに利用できる。
これから全ての動作が始まるため、動き始めを読まれやすい。
縦跳歩
《震脚》によって生じた反動エネルギーを移動エネルギーに変え、一気に相手の懐に飛び込む歩法。
懐に飛び込んで着地すると、今度はそのエネルギーを逃がさないように全身の関節を連動させる「螺旋の動き」と《念動魔法》によって攻撃に繋げるところまでが一連の動作となっている。
螺旋の動きによってエネルギーを回転させながら放たれる突きや掌底はライフルのごとく貫通力を持つ。
寸勁（すんけい）
《震脚》によって生じた反動エネルギーを《念動魔法》で完全に攻撃に乗せることで、相手に触れている状態、言わばゼロ距離からでも十分な威力の攻撃が可能となる。
浸透勁（しんとうけい）
相手の防衛魔力に直接触れて波動を感じ取り、その波動に反対の波動を持った魔力波を《念動魔法》で生み出して、相手の防衛魔力を薄く拡げていくことで防衛魔力に穴を開けて、下の肉体を直接攻撃する。
《林崎流夢想剣之壱・重ね》と同様の技だが、触れている部分しか防衛魔力に穴を開けられず、手を放すと即座に防衛魔力がその穴を埋めてしまうため、《寸勁》により攻撃するか、相手の腕などを掴んで《身体力強化魔法》による握力で握り潰すなど攻撃手段が限られる。
また、防衛魔力の波動を感じ取り、拡げるまでに少し時間がかかる。
その代わり、訓練さえ積めば多くの人が使用可能になるため、人間離れした技巧を要求され実現不可能な夢想剣とされた《林崎流夢想剣之壱・重ね》とは異なり、技術として体系化されている。
また、対物に対しても使用でき、《知覚力強化魔法》で金属の根源粒子の配列である結晶粒界を読み取り、金属の粒子配列のズレや乱れを感じとり、そこにピンポイントで衝撃を送り込み金属を崩壊させることもできる。しかし、金属の粒子配列が完全に均質な錬金硬鋼（アダマンタイト）には通じない
鉄山靠（てつざんこう）
後ろ足で《震脚》し、肩から相手に体当たりする。
掃腿（そうたい）
相手の足を刈りとる。
硬開門（こうかいもん）
相手の両手を上下に払い、振り上げた肘で顔面に肘打ちをする。
外門頂肘（がいもんちょうちゅう）
身体を横にして、カウンターで肘打ちをする。
虎爪拳（こそうけん）
首筋に爪をたてる。
愛洲影流剣術
室町時代の剣客であった愛洲移香斎から始まる兵法三大源流の一つ。
室町時代に戦場では刀ではなく、槍等が主力になり、剣術は侍のファッションになったことを受け、暗殺剣としてあるために柳生新陰流に表舞台を譲り、影で代々暗殺剣術を伝え続けた。そして通常魔法を取り込んで、三十代目愛洲移香斎と共に再び戦場の剣として登場した。
ただ、やはり防衛魔力と召喚魔法の前では十分な成果をあげられず、最後まで『人間の剣術による神の打倒を目指した最強の剣術流派である林崎流』には及ばず、移香斎自身も14巻での一樹との最強剣士対決では、林崎流夢想剣を使っていた。
秘剣・白刃陽炎（ひけん・しらはかげろう）
愛洲影流剣術の技の一つ。
《知覚力強化魔法》で刀の根源粒子（プリマ・マテリア）を知覚し、《念動魔法》で刀を変形させて軌道と間合いをズラす。
秘剣・天楼階段（ひけん・てんろうかいだん）
愛洲影流剣術の技の一つ。
《念動魔法》で空中を蹴って相手の死角に移動する。
秘儀・蒼色夜叉（ひぎ・あおいろやしゃ）
愛洲影流剣術の技の一つ。
《念動魔法》で自身の血流を抑制し、強制的に嫌気性解糖によって瞬発力を生み出す。
秘儀・薄紅般若（ひぎ・うすべにはんにゃ）
愛洲影流剣術の技の一つ。
血流の流れを改善し、好気性解糖によって持久力を回復する
秘儀・雷眼紋（ひぎ・らいがんもん）
愛洲影流剣術の技の一つ。
《知覚力強化魔法》で動体視力を強化する。
秘儀・天津乱星（ひぎ・あまちみだれぼし）
愛洲影流剣術の技の一つ。
あらゆる角度への斬撃を放つ。

### その他
騎士団
魔法が台頭したことで銃器や爆弾のような通常兵器が無力となり、日本の警察や自衛隊は騎士団へと姿を変えた。騎士学院の卒業生がそのまま騎士団に編入され、日本各地の騎士団支部の駐屯地に配属され、違法魔法使いの鎮圧、悪性怪異や魔境の対処、他国からの侵略に対する備えに携わることになる。謎痕が現れた少女はすべて、騎士団で戦うことを強制されるため、職業選択の自由が無くなる。
華やかな装いの聖痕魔法使いは、国民からアイドルのような扱いを受けており、騎士団内でも優遇措置を受けることで、将来の選択肢を奪われたことへの不満の解消が図られている。
騎士団は、聖痕魔法使いと、それを護衛する剣士によって構成されている。聖痕魔法使いは女性のみだが、剣士には男性も女性もいる。しかし圧倒的な攻撃力を有して戦場の要となる聖痕魔法使いが優遇されているのに対し、剣士は彼女らを守るだけの存在、言うなれば召喚魔法の詠唱を成功させるための使い捨ての盾役として扱われており、非常に待遇が悪い。
国立騎士学院カリアティド
日本政府が設立した、将来の騎士団員の養成学校。14歳で謎痕が発現した者は例外なく、中学校を卒業後、騎士学院への入学が義務付けられる。年齢的に高等学校と同じような環境であるが、授業内容には神話学、戦術論、魔法実習という独自のものがある。戦闘訓練や魔法の勉強の比重が大きいが、通常の高等教育の授業や試験もある（ロッテが科学の授業が苦手という描写がある）。
聖痕魔法使いを養成する魔技科と、剣士を養成する剣技科に分かれており、魔技科は洋風の校舎、剣技科は和風の校舎。制服も異なる。魔技科は女子しかいないが剣技科は男女共学。騎士団での聖痕魔法使いと剣士の待遇の差が学院内にも影響しており、魔技科の生徒が剣技科を見下すような風潮がある。
3年生になると、各地の騎士団に合流して実習を行うため、学院にはほとんど顔を出さなくなる。
エルフ
表向きは、生まれつき強い魔力を持っていたために外見が普通の人間から変化したという説明がなされている。その外見で周囲から気味悪がられたり、いじめの対象となりやすい。強い魔力を持つために、謎痕を得ることが幼少期から確実視されているがそれも迫害につながる要因のひとつ。
その真実は、十数年前に日本政府が極秘裏に行っていた、人工的に魔力の強い人間を生み出そうとする人体実験計画の成果。実験台となった赤子の大半は死亡あるいは精神が崩壊した失敗作となった。氷灯小雪や龍瀧雅美は生存した成功例である。
成功例も非エルフの世代最高レベルの魔法使いと精々同等で、あまりの成功率の低さも相まって、エルフ計画は中止された。
神話大戦（ラグナロク）
世界の全てに支配者たる『王』が誕生した時、神話大陸アトランティスが現れ、そこで神話達が『究極幻想』を巡って争う、最終決戦。
全部で二回行われており、前回は十の神話で始まり、旧三大神話の泥沼となり勝者が出ず、神話が力を失うこととなった。
前回の出場神話は、キリスト教、イスラム教、仏教、ソロモン72柱、日本神話、ギリシャ神話、旧ケルト神話、北欧神話、道教、スラヴ神話であると思われる。
今回の出場神話は、ソロモン72柱と日本神話の混合神話、ギリシャ神話、ケルト神話、北欧神話、中華道教、スラヴ神話に加え、ロキ率いる混沌側集団、他神話の乗っ取りを企むクトゥルフ神話などかなり混沌としている。

## 既刊一覧

### 小説
- 三原みつき（著）・CHuN（イラスト） 『魔技科の剣士と召喚魔王』 メディアファクトリー→KAKOKAWA〈MF文庫J〉、全14巻
  1. 2013年4月25日発売[4]、ISBN 978-4-04-066655-6
  2. 2013年7月25日発売[5]、ISBN 978-4-04-066656-3
  3. 2013年10月25日発売[6]、ISBN 978-4-04-066031-8
  4. 2014年1月24日発売[7]、ISBN 978-4-04-066211-4
  5. 2014年4月25日発売[8]、ISBN 978-4-04-066716-4
  6. 2014年7月25日発売[9]、ISBN 978-4-04-066914-4
  7. 2014年11月25日発売[10]、ISBN 978-4-04-067171-0
  8. 2015年2月25日発売[11]、ISBN 978-4-04-067402-5
  9. 2015年6月25日発売[12]、ISBN 978-4-04-067650-0
  10. 2015年10月23日発売[13]、ISBN 978-4-04-067939-6
  11. 2016年2月25日発売[14]、ISBN 978-4-04-068109-2
  12. 2016年7月25日発売[15]、ISBN 978-4-04-068416-1
  13. 2017年1月25日発売[16]、ISBN 978-4-04-069016-2
  14. 2017年8月25日発売[17]、ISBN 978-4-04-069343-9

### 漫画
- 三原みつき（原作）・CHuN（キャラクター原案）・孟倫（作画） 『魔技科の剣士と召喚魔王』 KAKOKAWA〈MFコミックス アライブシリーズ〉、既刊19巻（2025年2月21日現在）
  1. 2014年3月31日初版第一刷発行（3月22日発売[18]）、ISBN 978-4-04-066296-1
  2. 2014年8月31日初版第一刷発行（8月23日発売[19]）、ISBN 978-4-04-066832-1
  3. 2015年2月28日初版第一刷発行（2月23日発売[20]）、ISBN 978-4-04-067259-5
  4. 2015年7月31日初版第一刷発行（7月23日発売[21]）、ISBN 978-4-04-067553-4
  5. 2016年1月31日初版第一刷発行（1月23日発売[22]）、ISBN 978-4-04-067874-0
  6. 2016年6月30日初版第一刷発行（6月23日発売[23]）、ISBN 978-4-04-068278-5
  7. 2016年12月23日初版第一刷発行（同日発売[24]）、ISBN 978-4-04-068576-2
  8. 2017年6月23日初版第一刷発行（同日発売[25]）、ISBN 978-4-04-069248-7
  9. 2017年11月22日初版第一刷発行（同日発売[26]）、ISBN 978-4-04-069533-4
  10. 2018年5月23日初版第一刷発行（同日発売[27]）、ISBN 978-4-04-069826-7
  11. 2018年11月21日初版第一刷発行（同日発売[28]）、ISBN 978-4-04-065247-4
  12. 2019年6月22日初版第一刷発行（同日発売[29]）、ISBN 978-4-04-065488-1
  13. 2019年12月23日初版第一刷発行（同日発売[30]）、ISBN 978-4-04-064298-7
  14. 2020年8月21日初版第一刷発行（8月20日発売[31]）、ISBN 978-4-04-064696-1
  15. 2021年4月23日初版第一刷発行（同日発売[32]）、ISBN 978-4-04-680388-7
  16. 2022年8月23日初版第一刷発行（同日発売[33]）、ISBN 978-4-04-681023-6
  17. 2023年7月22日初版第一刷発行（同日発売[34]）、ISBN 978-4-04-682727-2
  18. 2024年1月23日初版第一刷発行（同日発売[35]）、ISBN 978-4-04-683191-0
  19. 2025年2月21日初版第一刷発行（同日発売[36]）、ISBN 978-4-04-683645-8